# Casa Rosada
La Casa Rosada es la sede del Poder Ejecutivo de la República Argentina, y está ubicada en el centro-histórico de la ciudad capital federativa de Buenos Aires. Dentro de la misma se encuentra el despacho del presidente de la Nación Argentina y de sus distintas secretarías, y del jefe de Gabinete de Ministros.
Este edificio se localiza en la calle Balcarce 50, en el barrio de Monserrat en la Ciudad de Buenos Aires, frente a la histórica plaza de Mayo. Su color característico es rosado y es considerado uno de los edificios más emblemáticos de Buenos Aires. Alberga además el Museo de la Casa de Gobierno, con objetos relacionados con los presidentes del país. En 1942 fue declarada Monumento Histórico Nacional.

## Historia

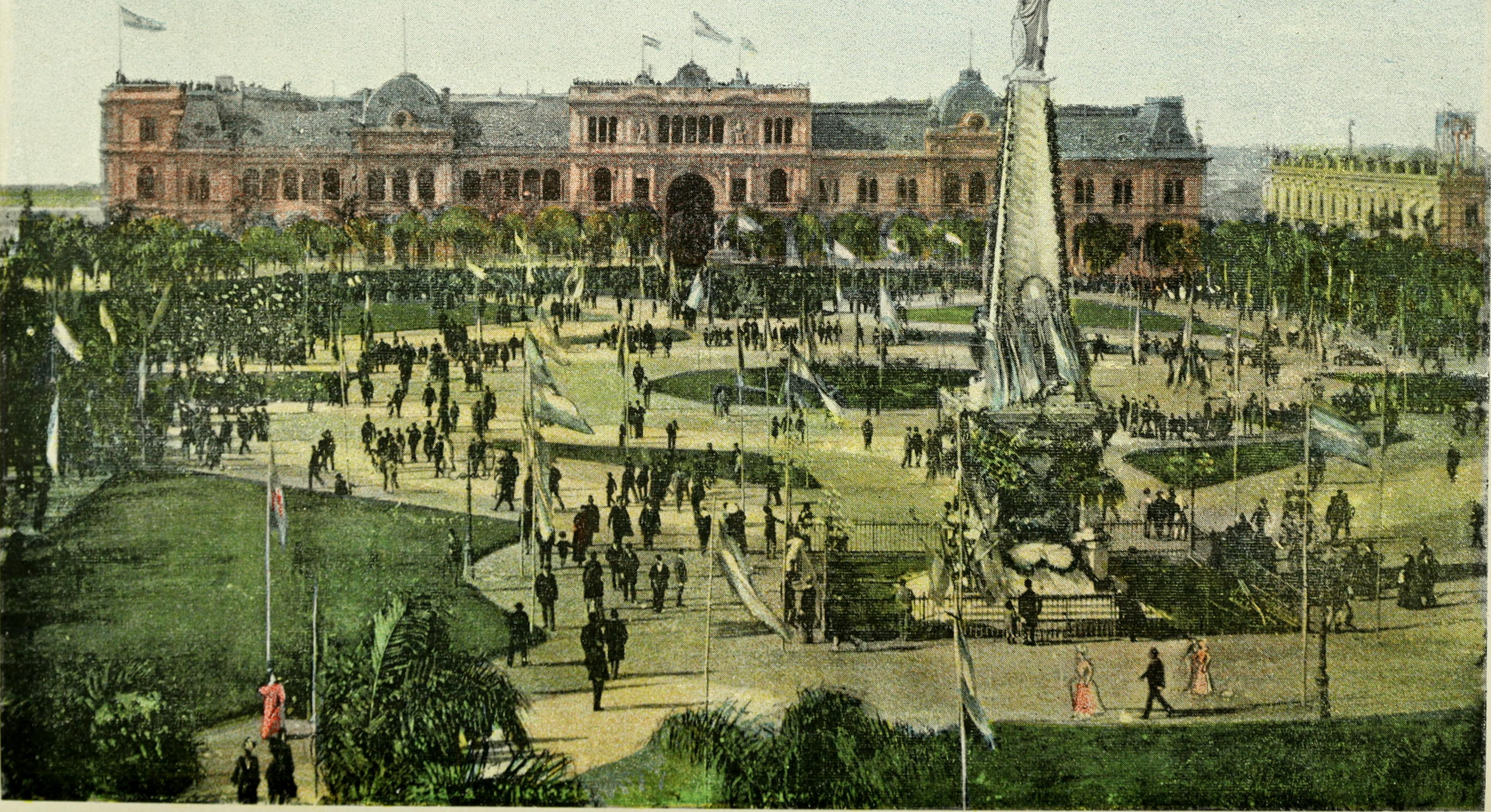
La Casa Rosada antes de que se demoliera el lado derecho del edificio.

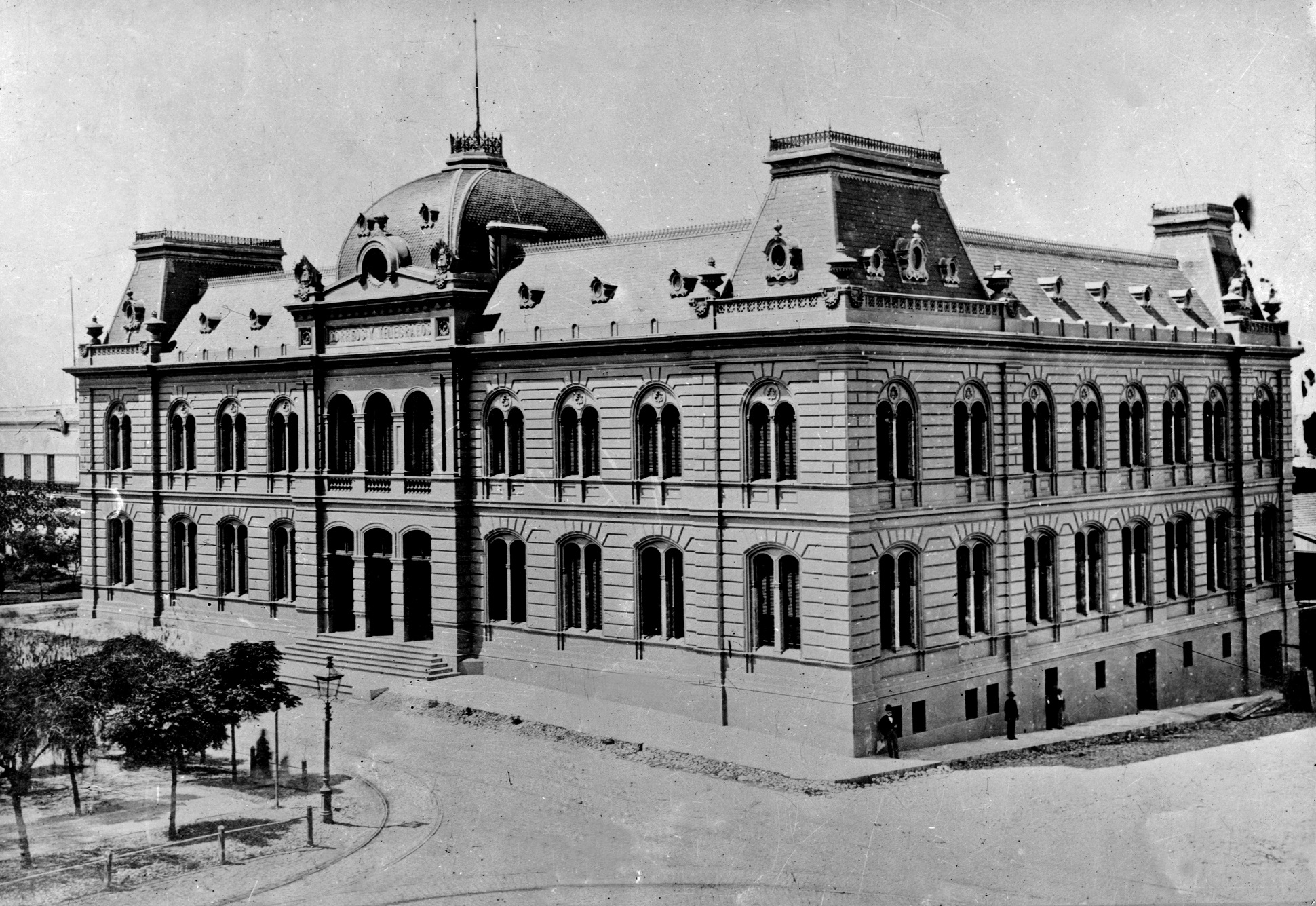
El edificio de Correos proyectado por Kihlberg en 1873.

El edificio se encuentra sobre lo que fuera la Real fortaleza de don Juan Baltasar de Austria, construida por el gobernador Fernando Ortiz de Zárate en 1594 en las entonces abarrancadas orillas del Río de la Plata. La fortaleza fue reconstruida en 1713, reemplazándosela por una muy sobria construcción de casi una hectárea, rodeada de ancho foso, con cuatro torreones rectangulares y, dando a la Plaza Mayor -actual Plaza de Mayo-, un puente levadizo. Tal fuerte recibió el nombre de Castillo de San Miguel Arcángel en 1720, al completarse las obras de defensa. Sirvió de sede a los gobernadores, luego a los virreyes del Virreinato del Río de la Plata y posteriormente a los gobiernos independientes desde 1810. En la década de 1820, Rivadavia ordena modificaciones que sustituyen el puente levadizo por un pórtico de estilo neoclásico.
La fortaleza fue demolida parcialmente en la década de 1850 para construir en su lugar el edificio de la Aduana Nueva, proyecto del arquitecto inglés Edward Taylor. Del antiguo edificio solamente quedaron un arco y uno de los edificios virreinales del interior del recinto amurallado demolido, que fue refaccionado como casa de gobierno. Bajo la presidencia de Domingo Faustino Sarmiento, el edificio se pintó de rosa, color que conserva hasta hoy con algunas variaciones de tonalidad a través del tiempo, desde el rosado pálido hasta una cercana al anaranjado.

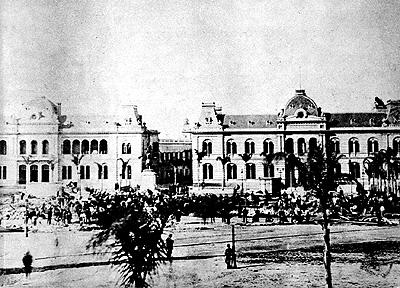
Los edificios de gobierno (izq.) y correos (der.) antes de su unificación.

Según la tradición, dicho color se debe al deseo de Sarmiento de representar simbólicamente la fusión de los partidos que protagonizaron las cruentas guerras civiles de la primera mitad del siglo XIX, con la mezcla del blanco supuestamente usado por los unitarios y el rojo de los federales. La leyenda, sin embargo, parece improbable: los unitarios se identificaban generalmente con el color celeste. Por otra parte, el color rosa era muy utilizado durante el siglo XIX. Surge de la combinación de pintura a la cal con sangre bovina, empleándose esta última por sus propiedades hidrófugas y fijadoras.
En 1873, también durante la presidencia de Sarmiento, se proyectó el primer Palacio de Correos, obra del arquitecto sueco Carlos Kihlberg, en el espacio sur del predio que había quedado libre por la demolición del fuerte.

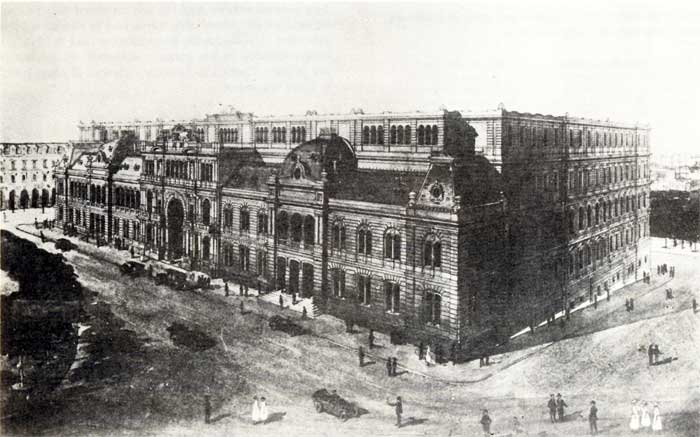
Proyecto original de Tamburini para la ampliación de la Casa Rosada (1884).

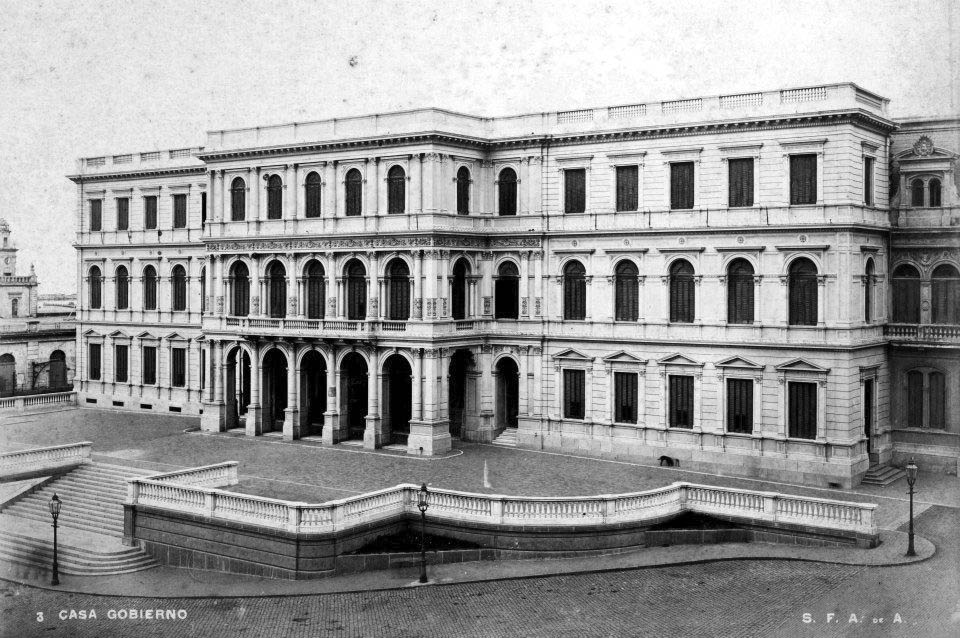
Entrada de Honor sobre la calle Rivadavia, recién terminada hacia 1890 (Foto: SFA de A).

El Palacio de Correos, demorado, se completó en 1878 y fue inaugurado por el presidente Nicolás Avellaneda en 1879. El nuevo edificio opacaba sensiblemente a la sede del gobierno, por lo que el presidente Julio Argentino Roca solicitó en 1882 un proyecto de ensanche y reparaciones. El proyecto fue diseñado por el Departamento de Ingenieros a cargo del sueco Enrique Aberg (autor de otras obras notables en Argentina), e implicaba la construcción de una nueva fachada para la Casa de Gobierno, dándole un aspecto similar al edificio de correos, cambiando las ventanas del segundo piso por una galería-balcón. 

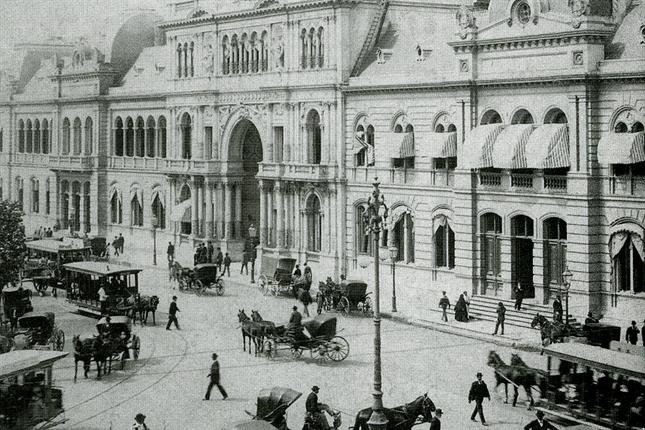
La primera foto que se conoce de la Casa de Gobierno, tal como se la conoce hoy; 26 de octubre de 1898.

En 1884 las restricciones de espacio disponible en el edificio eran ya evidentes, y se planea unificar los edificios proyectados por Aberg y Kihlberg y destinarlos exclusivamente a la función de gobierno. Así, se encomienda la tarea al arquitecto italiano Francesco Tamburini. Este proyectó la unión de los edificios gemelos mediante un gran arco monumental, que hoy constituye el acceso sobre la calle Balcarce y cuya construcción comenzó en 1886, seguido por la ampliación del edificio sobre la calle Rivadavia, terminada hacia 1890. Esto marcó el fin de lo que quedaba del antiguo Fuerte, conservándose algunos muros y una de las troneras, que pueden verse en el actual Museo del Bicentenario. Siguió la expansión del palacio hacia la actual calle Yrigoyen, terminada hacia 1896, y por último la fachada este mirando a Puerto Madero, con la cual el edificio fue inaugurado oficialmente durante la segunda presidencia de Roca, en 1898.

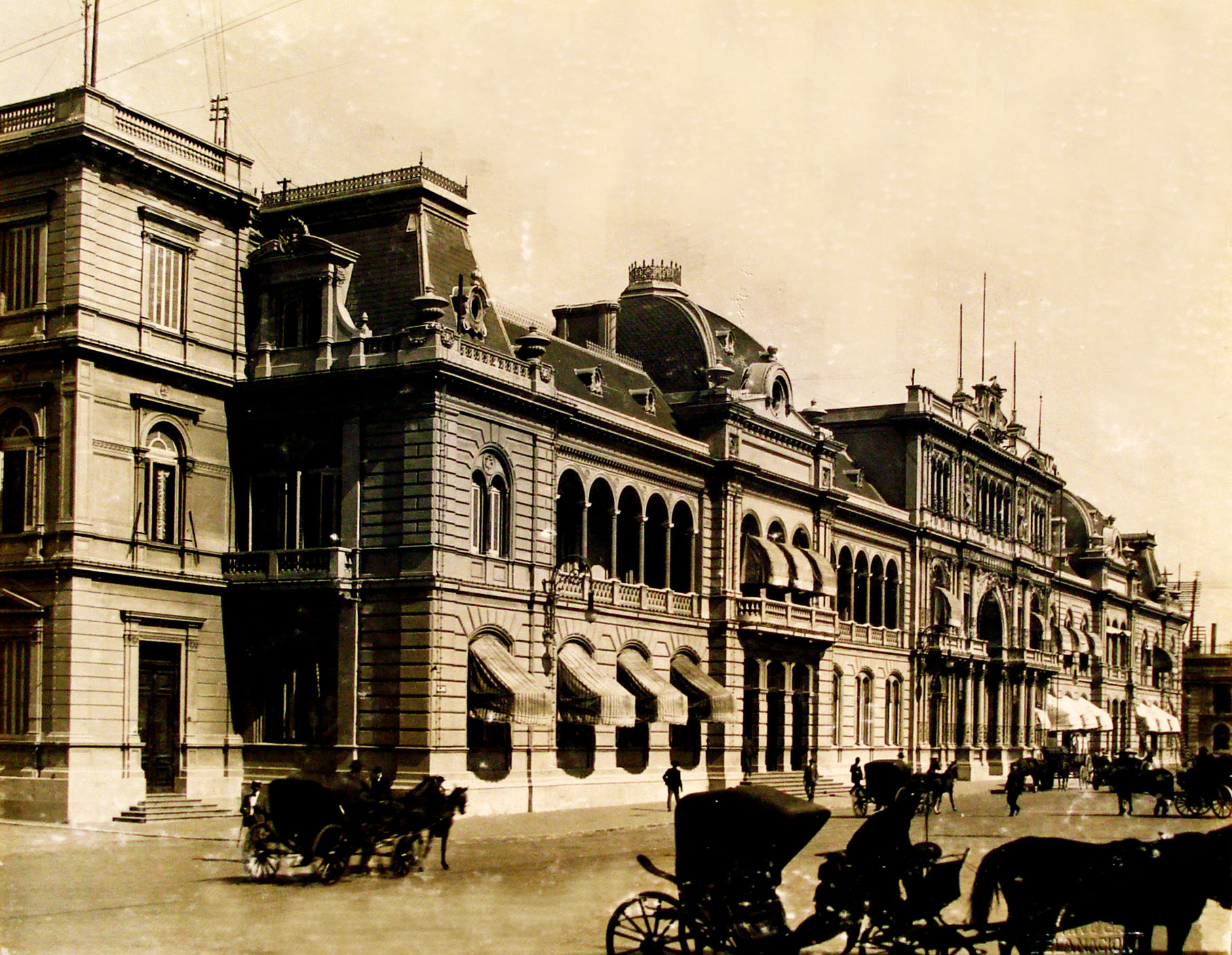
Casa Rosada, imagen de fines del.

En 1910 el arquitecto francés Norbert Maillart construyó el jardín de invierno sobre el lado este, mediante una galería con columnas aparejadas en la planta baja, que sostenía al jardín ubicado en el primer piso. Tenía techo vidriado sostenido por columnas de hierro y plantas de interiores, tres arañas con tulipas, mesita con sillas mecedoras de ratán y alfombras. Este jardín formaba parte de las remodelaciones realizadas por el presidente Roque Saénz Peña, quien, debido a una enfermedad que le impedía trasladarse, se convirtió en el único mandatario que utilizó la Casa Rosada como vivienda permanente. En 1927 se cerraron las ventanas de este jardín sobre el paseo Colón y se amplió el edificio agregando dos bloques de oficinas sobre la fachada a Parque Colón.

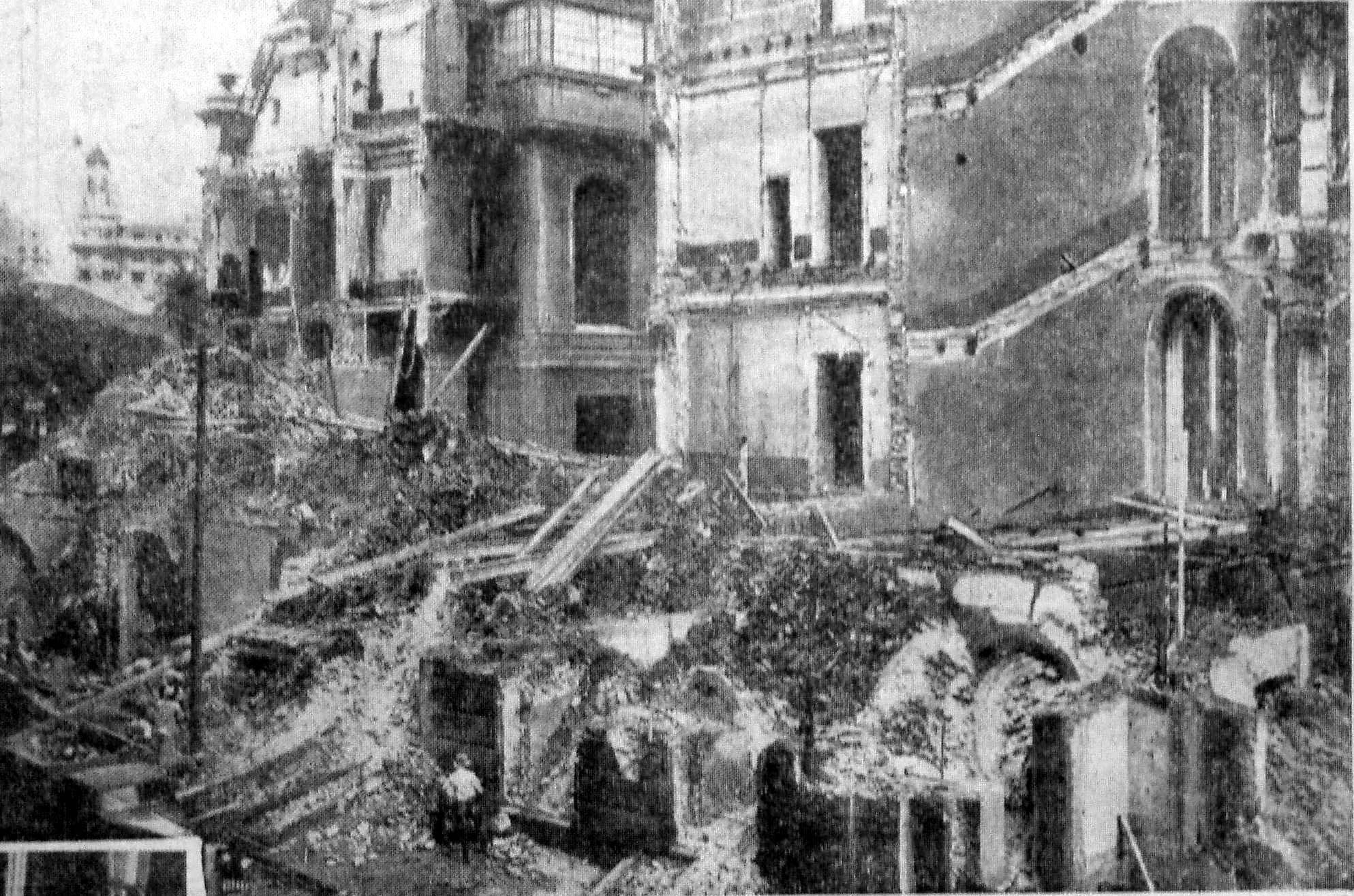
Las obras de demolición en 1938.

En 1937, por iniciativa del presidente Agustín P. Justo, y siguiendo la opinión generalizada de los intelectuales de su época, se decidió que el edificio fuese completamente demolido para crear una perspectiva desde la Plaza de Mayo hacia el río, y extender la avenida de Mayo hasta Puerto Madero. A principios de 1938, comenzó la demolición de las dependencias que estaban sobre la azotea y de la sección del antiguo edificio de Correos y Telecomunicaciones que miraba a la calle Victoria (hoy Hipólito Yrigoyen), reduciendo así el costado sur en 17 metros. Pero en febrero de ese año asumió la presidencia Roberto Marcelino Ortiz, quien en abril decidió suspender las obras de demolición y ordenó reconstruir la fachada sobre la calle Victoria (actual Yrigoyen). De esta forma se construyó un nuevo frente a la calle Yrigoyen, y se decidió aprovechar la parte demolida para hacer un ensanche de la calzada, al tiempo que avanzaba la construcción del Palacio de Hacienda. Además, fue necesario reubicar una boca de acceso a la estación Plaza de Mayo de la línea A de subterráneo, que se encontraba sobre la traza de la ampliación de la calle angosta. Aunque no sea evidente a simple vista, esta remodelación afectó a la simetría de la fachada, al desplazar hacia el sur al que era el arco central y significó la pérdida de una parte importante del edificio construido en 1878.
El 21 de mayo de 1942 fue declarada Monumento Histórico Nacional por decreto N.º 120412/42.
En 1955 los militares contrarios a la presidencia de Juan Domingo Perón bombardearon la sede de gobierno y provocaron grandes destrozos. El capitán de fragata Néstor Noriega descargó la primera bomba sobre el edificio, que destruyó totalmente el mencionado jardín de invierno. Con el tiempo fue reemplazado por más oficinas.
En 1942, al realizar excavaciones relacionadas con obras sanitarias en paseo Colón e Yrigoyen, se localizó una sección de los sótanos subterráneos de lo que había sido la Aduana Nueva. Se decidió integrarlos con los viejos restos del antiguo fuerte para formar así un Museo de Historia (el Museo de la Casa Rosada), inaugurado en 1957, donde se exhiben objetos de interés presidencial y pertenencias seleccionadas, tales como cinturones, bastones, libros, muebles y tres carruajes.
Los restos de la antigua fortaleza fueron excavados parcialmente en 1991, y las estructuras descubiertas se incorporaron al Museo de la Casa Rosada. Situadas detrás del edificio, estas obras llevaron a los desvíos de la Avenida paseo Colón, y a la unificación de la Casa Rosada con el Parque Colón detrás de él. Al año siguiente, se realizaron obras generales de pintura en los exteriores.
También durante este período, se utilizó como localización y set de filmación para la película Evita del año 1996. Madonna y Antonio Banderas fueron personalmente a pedirle al entonces presidente Carlos Saúl Menem permiso para realizar la escena en que se interpreta la canción Don't cry for me, Argentina desde el balcón de la Casa Rosada, permiso que finalmente les fue concedido. En 1998, el mismo presidente encargó a un conjunto de especialistas la restauración de la fachada principal, buscando expresamente una nueva tonalidad de rosado que se asemejara más a la original realizada con cal y sangre animal, ya que en desde 1989 el edificio había lucido un tono pálido muy débil, debido a un error al elegir la pintura. Además, la fachada al Parque Colón lucía abundantes plantas que crecían sobre el revoque y ponían en riesgo de desprendimiento a molduras y detalles. Por último, se hicieron modificaciones en salones interiores, y una restauración del Salón Blanco. La fachada principal fue cubierta con una inmensa tela que mostraba una foto tamaño real del edificio, mostrando el color que luciría luego de la restauración usando el nuevo tono de rosado, pero cuando se la descubrió ese 10 de diciembre, con la asunción de Fernando de la Rúa, surgieron críticas de varios especialistas que consideraron que el tono era demasiado intenso, y para colmo contrastaba con el tono pálido de las otras tres fachadas que no habían sido pintadas a nuevo. Pero después de la salida de Menem del poder, las obras se paralizaron y la crisis de 2001 les puso un freno por tres años.
Recién bajo el mandato de Néstor Kirchner las obras fueron retomadas. En 2006 comenzó la ambiciosa obra, con el repintado de las tres fachadas que habían quedado sin restaurar, y la recuperación de las molduras que habían sido dañadas por la vegetación que había crecido sobre el revoque; además, se volvió a pintar la fachada que da a Plaza de Mayo, para que luciera a tono con las otras tres. Pero se fue más allá, demoliendo cielorrasos, entrepisos técnicos y muros provisionales que se habían colocado en las últimas décadas para generar más espacio de trabajo, trasladando dependencias a otros edificios. Además, se deshabilitó el helipuerto por el que de la Rúa había salido del edificio y de su mandato en diciembre de 2001 y se realizaron nuevas instalaciones de servicios que se habían tendido de forma precaria. El Parque Colón fue enrejado y transformado de facto en un jardín privado de la Casa Rosada, causando una polémica por tratarse de una plaza pública.

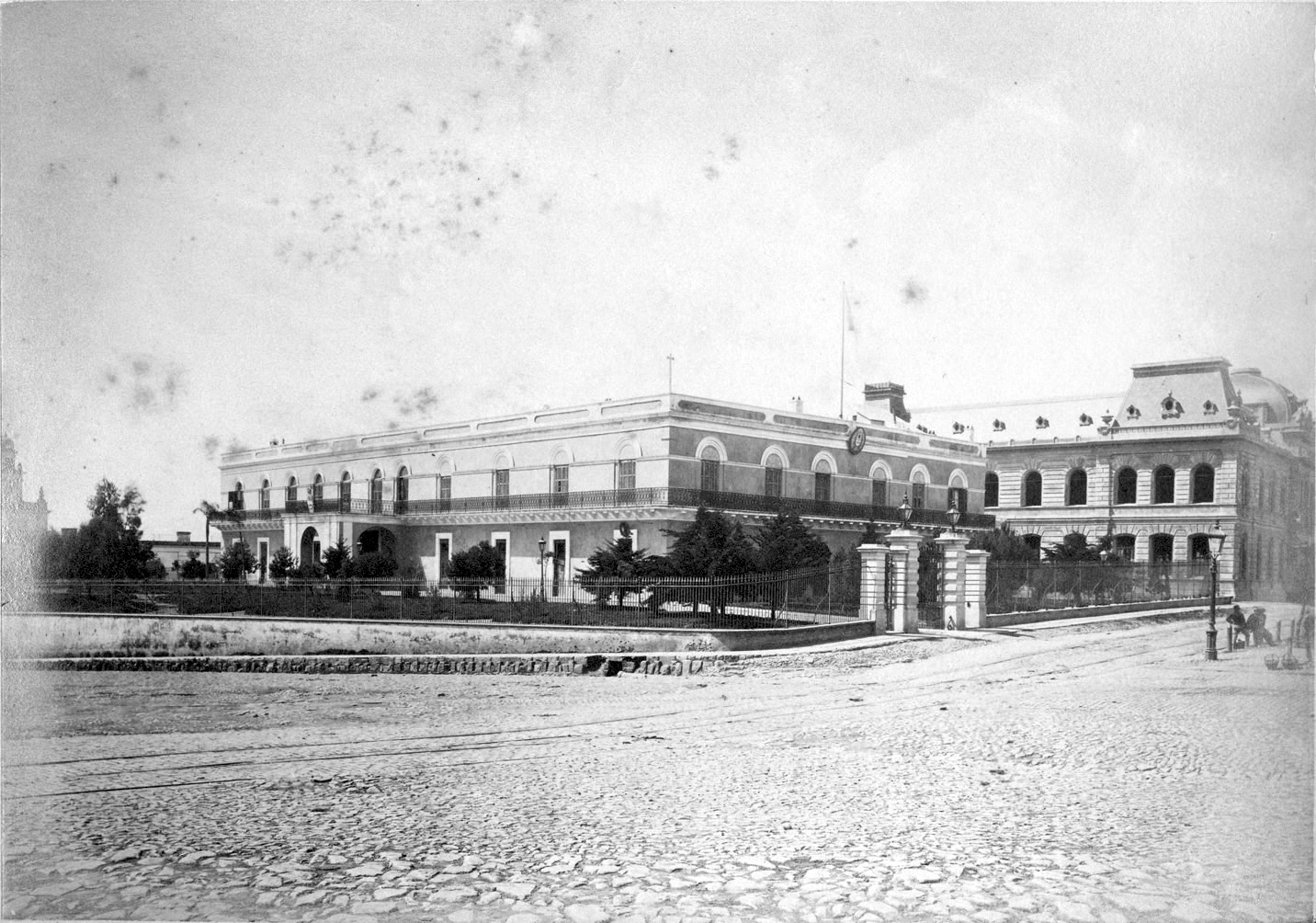
La Casa Rosada original y el edificio de Correos.

Las obras fueron continuadas por la presidenta Cristina Fernández, quien además de seguir con la restauración de los salones, los pisos de mosaico a los cuales les faltaban piezas, o las pinturas murales que habían sido recubiertas con pintura lisa en algún momento del siglo XX, inauguró una serie de salas temáticas de diversas áreas de la cultura y la historia argentina, trasladando de esos salones las oficinas de Presidencia de la Nación.
Para los festejos del bicentenario de 2010 de la Revolución de Mayo se realizaron algunas modificaciones y se realizó la apertura del Museo del Bicentenario en la zona restaurada de lo que fue el patio de maniobras de la Aduana de Taylor. 
Cuando en 1890 el arquitecto Tamburini unió la casa de gobierno con el edificio de correos se había proyectado colocar en el frente del arco central un reloj, pero por resultar demasiado costoso no se colocó y se dejó el espacio para su futura colocación. Recién al acercarse los festejos del bicentenario de la revolución de mayo Guillermo del Valle, dueño de la empresa de relojes monumentales “Gnomon”, que se encontraba realizando las tareas de reciclaje del reloj de la iglesia de san Ignacio de Buenos Aires, observó el faltante y decidió donar un reloj para poder completar el diseño de la misma. Una vez obtenido el permiso de la dirección de la Comisión Nacional de Monumentos y Lugares Históricos y el visto bueno de la presidenta de ese entonces, Cristina Fernández de Kirchner, se lo instaló y se lo inauguró el 18 de octubre de 2010.

## Salones

### Salón Blanco

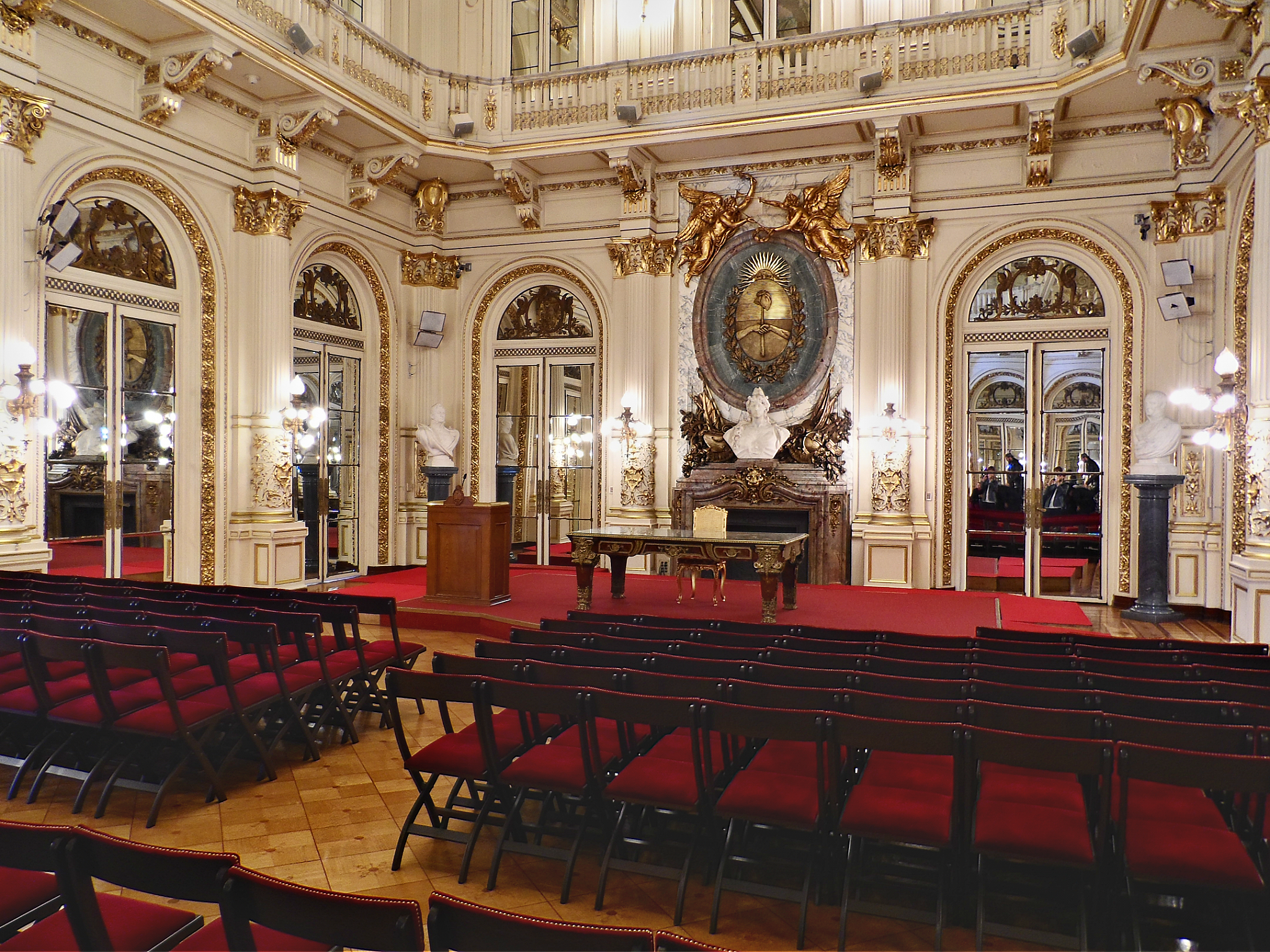
Salón Blanco, ubicado en el primer piso del Palacio.

El Salón Blanco tiene su piso realizado en roble de Eslavonia, que fuera inicialmente traído desde Bélgica en 1903 y fue restaurado para los festejos del Bicentenario de la Patria, ya que allí y en los contiguos salones Norte y Sur se realizó la cena de gala con la presencia de mandatarios internacionales.
El proyecto y construcción original de este salón es obra del arquitecto Francesco Tamburini. Sus columnas perimetrales de capitel de orden compuesto (jónico-corintio) presentan relieves con motivos grotescos en forma de jarrones, aves quiméricas, hojas de acanto y el Escudo Nacional Argentino.
Del centro del salón pende una araña de bronce sobre dorado, de fabricación francesa y armada en Buenos Aires para su colocación por la casa Azaretto Hnos. Su peso es de 1250 kilos y lleva 192 lámparas. Completan la iluminación numerosos apliques instalados en todo el contorno del salón.

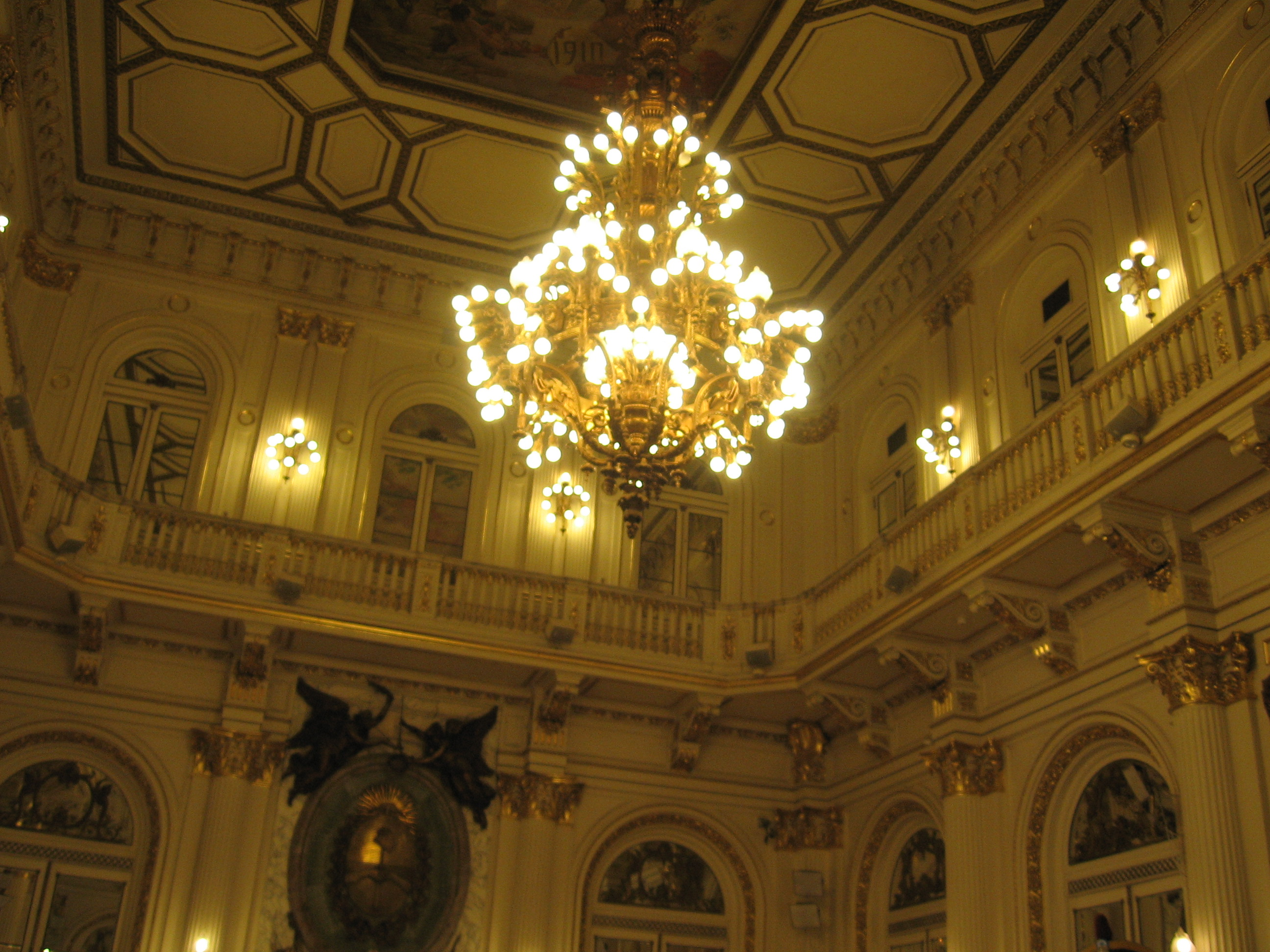
Araña en el Salón Blanco, pesa 1250 kilos y está compuesta por 192 lámparas.

En el techo del salón se observa una pintura sobre tela, obra del artista italiano Luigi De Servi, realizada en 1910 en homenaje al Centenario de la Revolución de Mayo. Esta pintura es una alegoría que conmemora dos momentos clave de la historia de Argentina: La Revolución de mayo de 1810 y el 9 de julio de 1816, día de la Declaración de la Independencia Argentina.
El centro del salón presenta un importante frente ornamental en forma de chimenea, sobre la cual se encuentra emplazada la escultura que representa el busto de la Patria, obra del artista italiano Ettore Ximenes realizada en mármol de Carrara. Arriba del busto sobresale el Escudo Nacional confeccionado en bronce y colocado sobre una placa de mármol de diferentes tonalidades. Coronan este conjunto dos ángeles realizados en madera patinada sosteniendo trompetas de gloria. Esta ornamentación fue comprada a la Casa Forest de París en 1910.
En el ángulo derecho se encuentra el busto del General San Martín, realizado por el artista filipino Félix Pardo de Tavera. El busto del General Manuel Belgrano, situado en el ángulo izquierdo desde 1993, fue realizado por el escultor argentino Juan Carlos Ferraro.

### Salón Azul

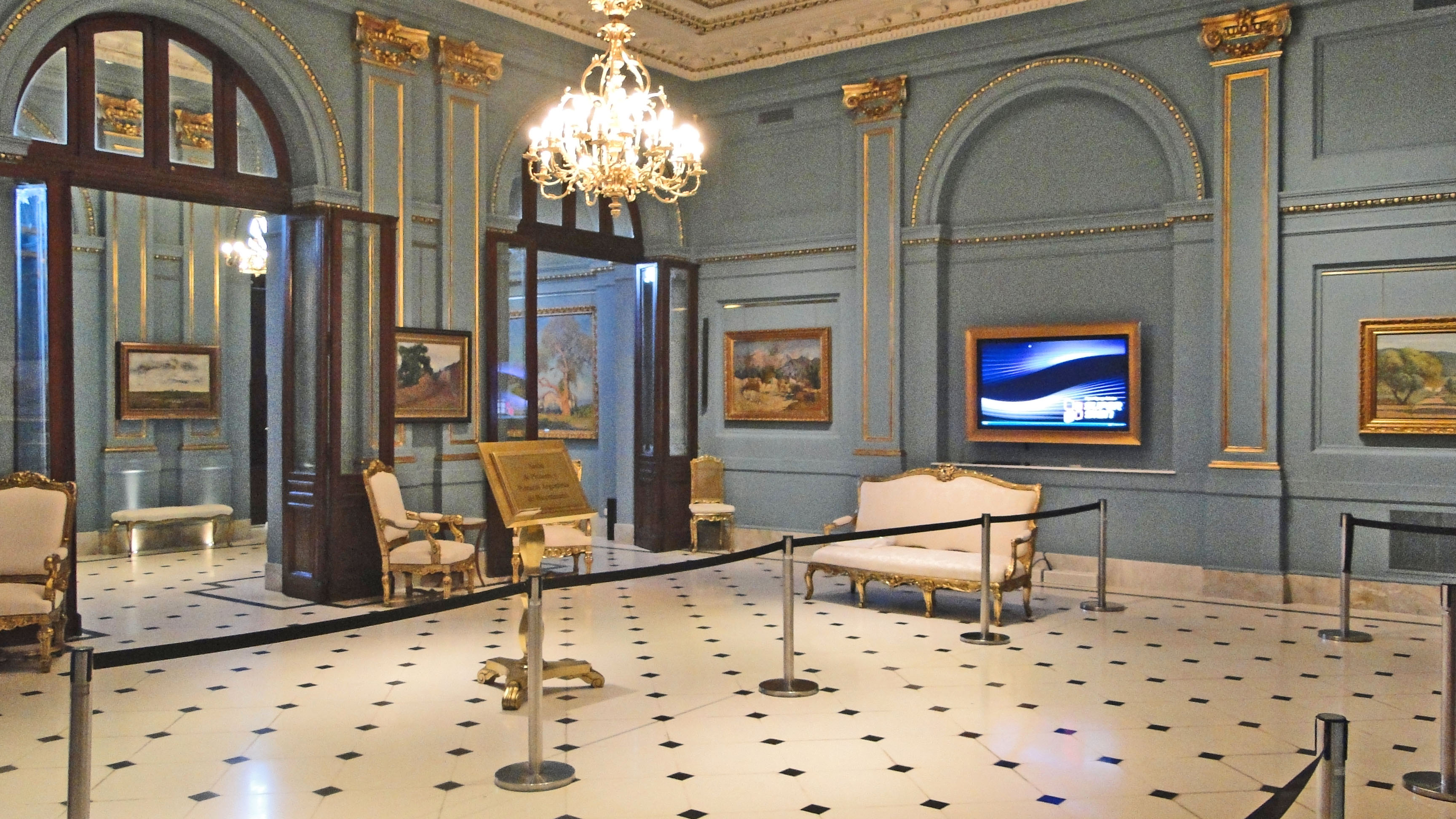
Salón Azul, ubicado en el subsuelo del Palacio.

Ubicado en el subsuelo de la Casa Rosada, en este salón se exponen obras de distintos artistas nacionales en homenaje a diversos estilos y tendencias pictóricas.
La selección de cuadros del salón Azul hace hincapié en los paisajes argentinos que, retratados a través de pintores locales, permiten la representación de un amplio abanico de regiones y provincias.
La colección se despliega por épocas y escuelas. Los salones son arquitectónicamente similares, enlazados por el tono azulino de las paredes, hay ornamentaciones doradas, imponentes arañas y una mesa de madera tallada dorada a la hoja con tablero de mármol (C. 1900) estilo neo-barroco francés Luis XIV.

### Sala de Prensa

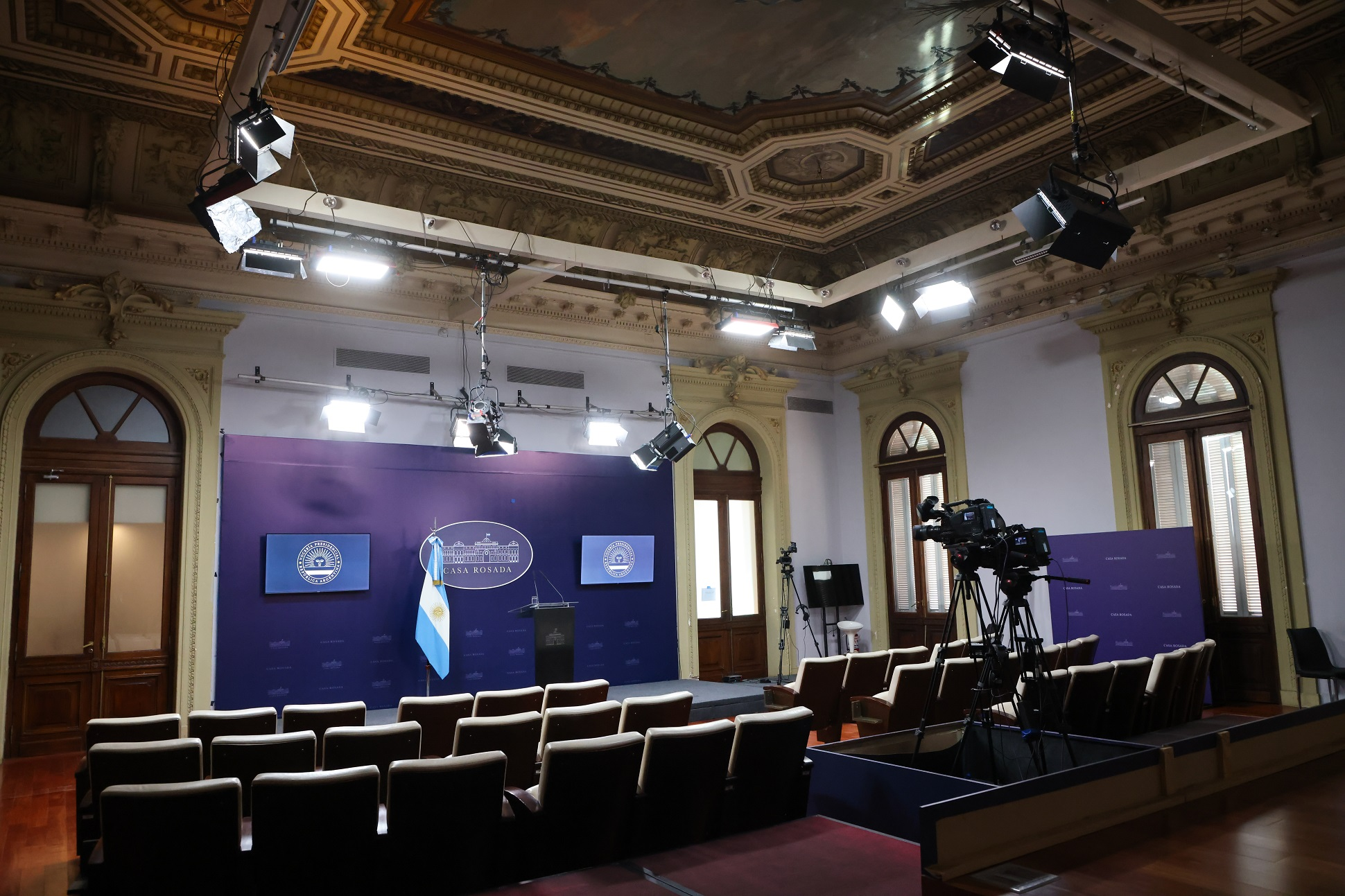
Sala de Prensa.

El 16 de septiembre de 2009 se inauguró el Salón Pensadores y Escritores del Bicentenario, sitio en el que antes se encontraba el Salón de las Artes. El espacio invitaba a honrar a los grandes exponentes de la cultura nacional. Retratos de Raúl Scalabrini Ortiz, Arturo Jauretche, Jorge Luis Borges, Alejandra Pizarnik, María Elena Walsh, Rodolfo Walsh, Enrique Santos Discépolo, Julio Cortázar, Mariano Moreno, Juan Bautista Alberdi, Domingo Faustino Sarmiento, Leopoldo Marechal, Haroldo Conti, entre otros, representaban un homenaje para los hombres y mujeres que forman parte del patrimonio histórico, cultural y político de los argentinos. Este salón se equipó con todo lo necesario para realizar la cobertura periodística de los actos oficiales de gobierno.
A partir de diciembre de 2023, al salón se lo rebautizó como "Sala de Prensa" y pasó a albergar las conferencias de prensa en su totalidad, siendo utilizada generalmente para las conferencias brindadas por el vocero presidencial.

### Salón Eva Perón

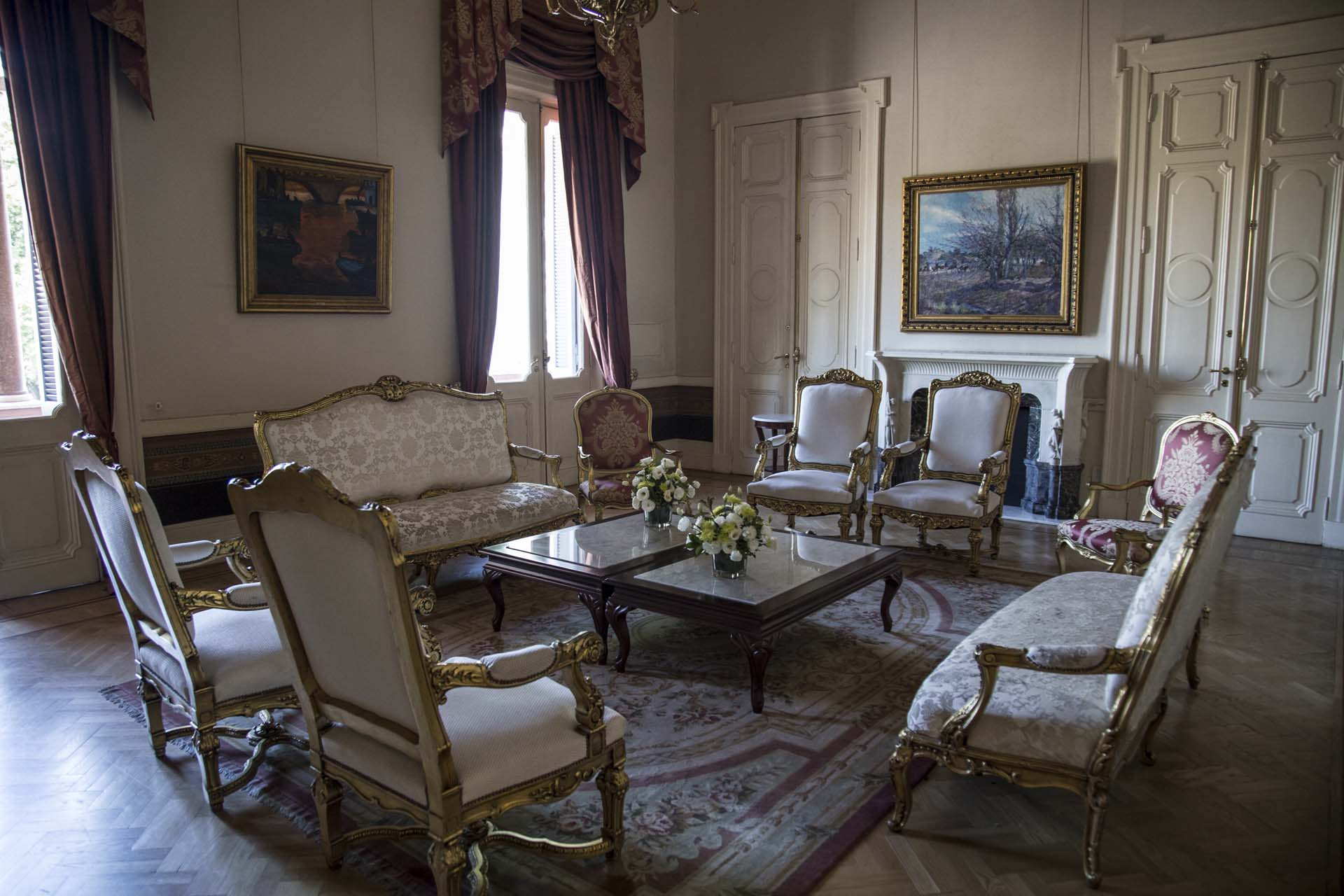
Salón Eva Perón, ubicado en el primer piso del Palacio.

Este salón, ubicado en donde alguna vez funcionó el despacho del vicepresidente, recorre los momentos más significativos de la vida pública y privada de Eva Duarte. Muestra escenas, documentos, obras de arte y fotografías de una mujer que marcó la historia argentina. Fue utilizado por Eva como uno de sus despachos cuando presidía la Fundación Eva Perón.
Estructuralmente está compuesto por dos partes: el comedor y el living. El comedor posee una amplia mesa de madera de roble y 28 sillas, un frente ornamental de chimenea realizado en madera de cedro tallada y moldurada con motivos neo-renacentistas (C. 1890), dos imponentes espejos idénticos y dos arañas gemelas de bronce dorado con tulipas de cristal (C. 1900) que completan la decoración.
El cielorraso se encuentra ornamentado con molduras de diferentes relieves, formatos y tonalidades, pinturas al fresco con alegorías sobre fondo celeste y estrellas doradas y Escudos de las Provincias Argentinas. C. 1890.

### Salón de los Científicos Argentinos

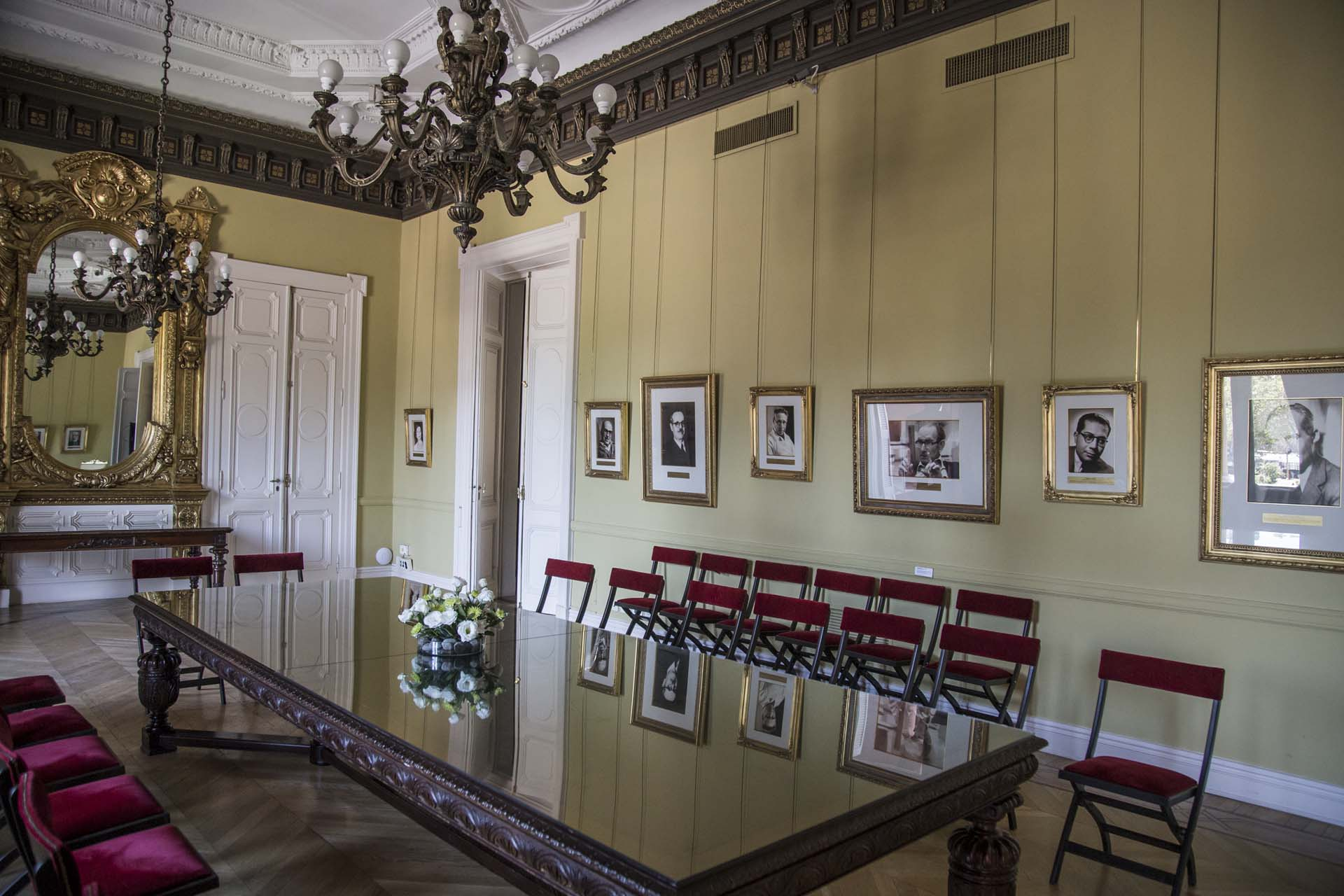
Salón de los Científicos Argentinos, ubicado en el primer piso del Palacio.

El Salón de los Científicos Argentinos fue inaugurado el 1° de septiembre de 2009 y ocupa el lugar en el que antes funcionaron las oficinas de Ceremonial y Protocolo.
En el lugar se exhiben retratos de los tres Premios Nobel argentinos de ciencia, Bernardo Houssay, César Milstein y Luis Leloir; del exministro de Salud Ramón Carrillo y de Salvador Mazza, Florentino Ameghino y René Favaloro.

### Salón Sur

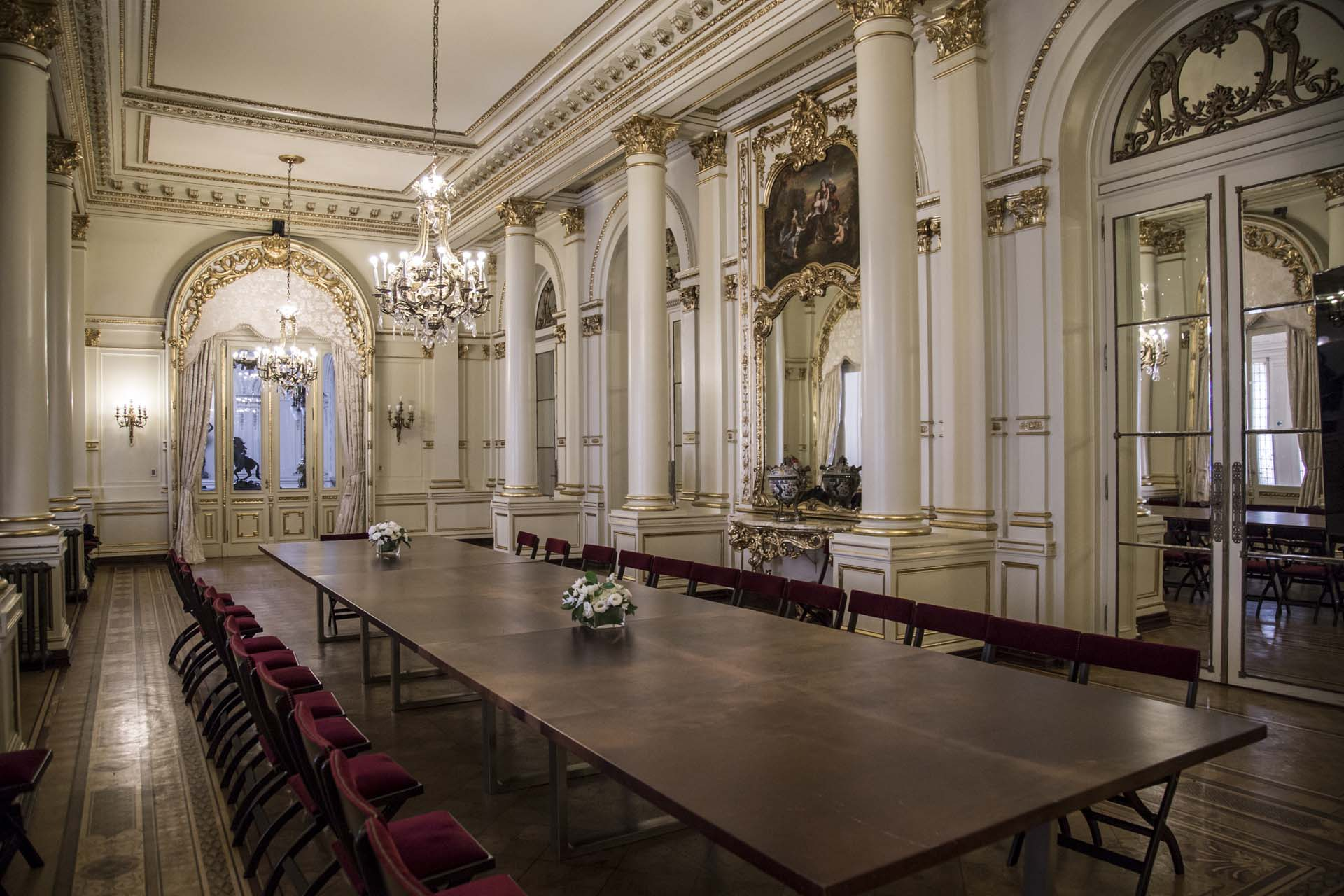
Salón Sur, ubicado en el primer piso del palacio.

Este salón se comunica hacia un lado con la Galería de los Vitrales y hacia el otro con el Salón Blanco. Al ser adyacente al Salón Blanco, a veces ha cumplido funciones de “apéndice”, como sector de paso o se utiliza como ampliación de este.
Su aspecto arquitectónico y estético se conserva casi intacto. Es más austero que el Blanco, pero presenta trabajadas molduras en el techo y paredes e importantes trabajos de yesería ornamental. Sus columnas poseen ricos relieves ornamentados con motivos más simples pero igualmente llamativos.
De su techo pende una araña de bronce con hojas de cristal y completan la iluminación apliques colocados en la pared.

### Salón Norte

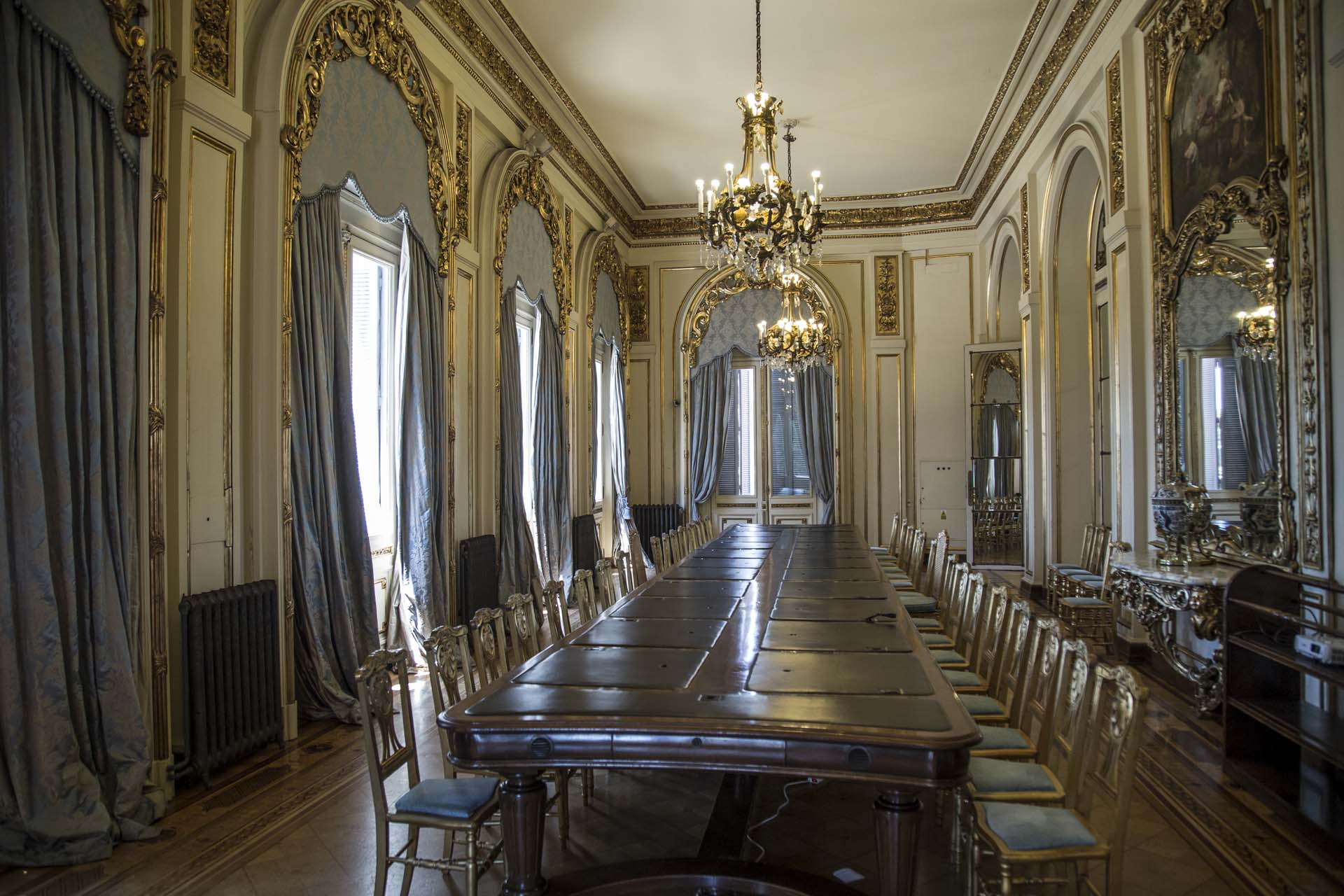
Salón Norte, ubicado en el primer piso del Palacio.

Para ingresar a este recinto debe atravesarse el Salón Blanco. Durante mucho tiempo estuvo destinado a reuniones de Gabinete y por eso se lo conoce con el nombre de Salón de los Acuerdos. Dada su función principal, el mobiliario es lo más impactante del lugar; una Mesa de Acuerdos, de caoba y estilo victoriano realizada en 1949.
También se pueden observar, a lo largo del salón, los antiguos radiadores que ayudaban a calefaccionar el ambiente.
Históricamente, los bustos de los presidentes decoraban este salón. Más tarde fueron trasladados al Hall de Honor, donde se encuentran en la actualidad. Hoy en día, el Salón Norte es utilizado para reuniones de trabajo.

### Salón Héroes de Malvinas

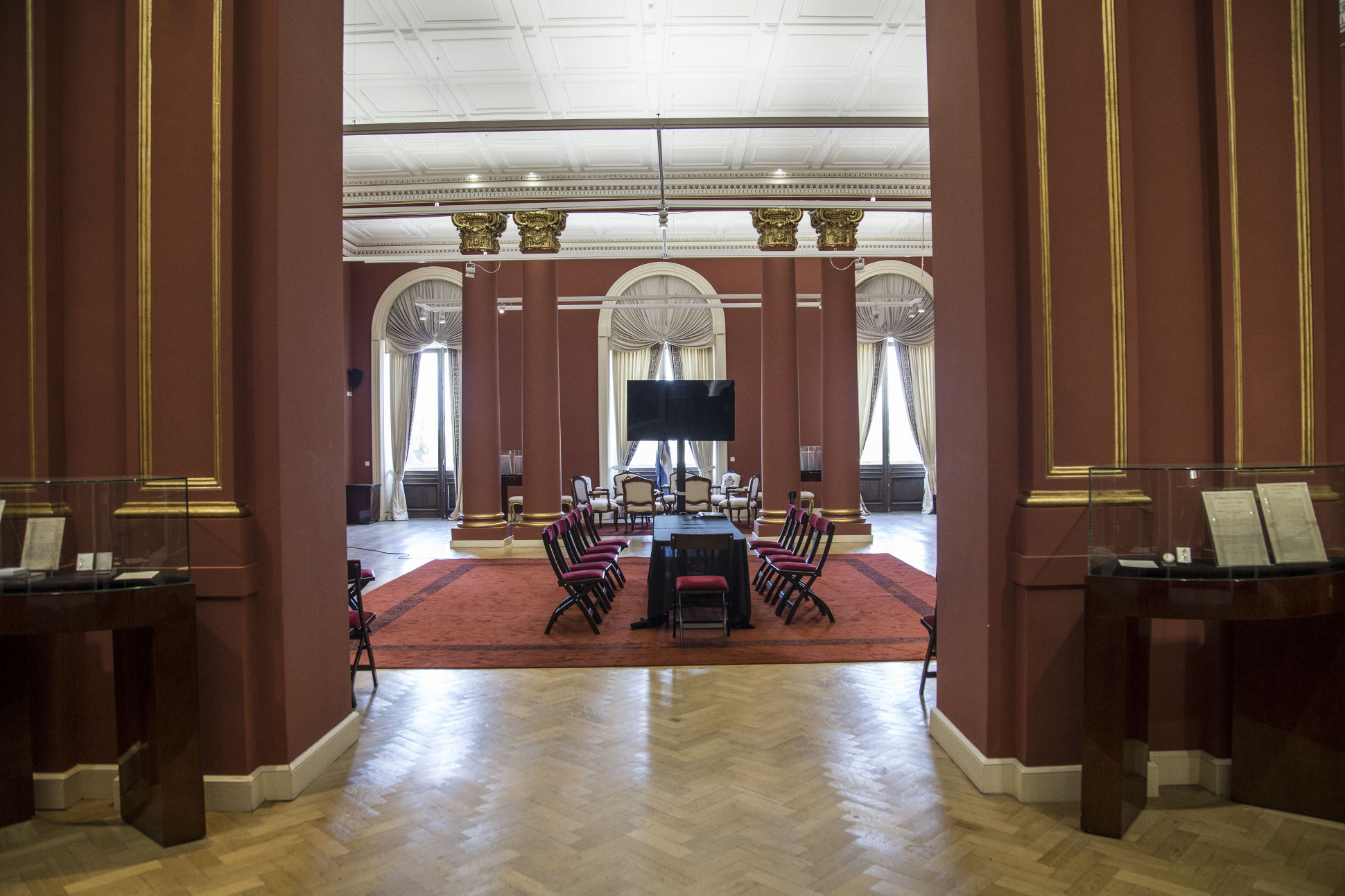
El por entonces Salón de los Pueblos Originarios.

Este espacio fue inaugurado el 14 de abril de 2014 bajo el nombre de "Salón de los Pueblos Originarios" y reemplazó al anteriormente denominado Salón Colón. Se sitúa en la planta baja del Palacio de Gobierno, de cara al Río de la Plata, y dispone de vista a la plaza Colón.
Continuando con la puesta en valor de la Casa de Gobierno, se restauró el cielorraso, como así también el piso de parqué.

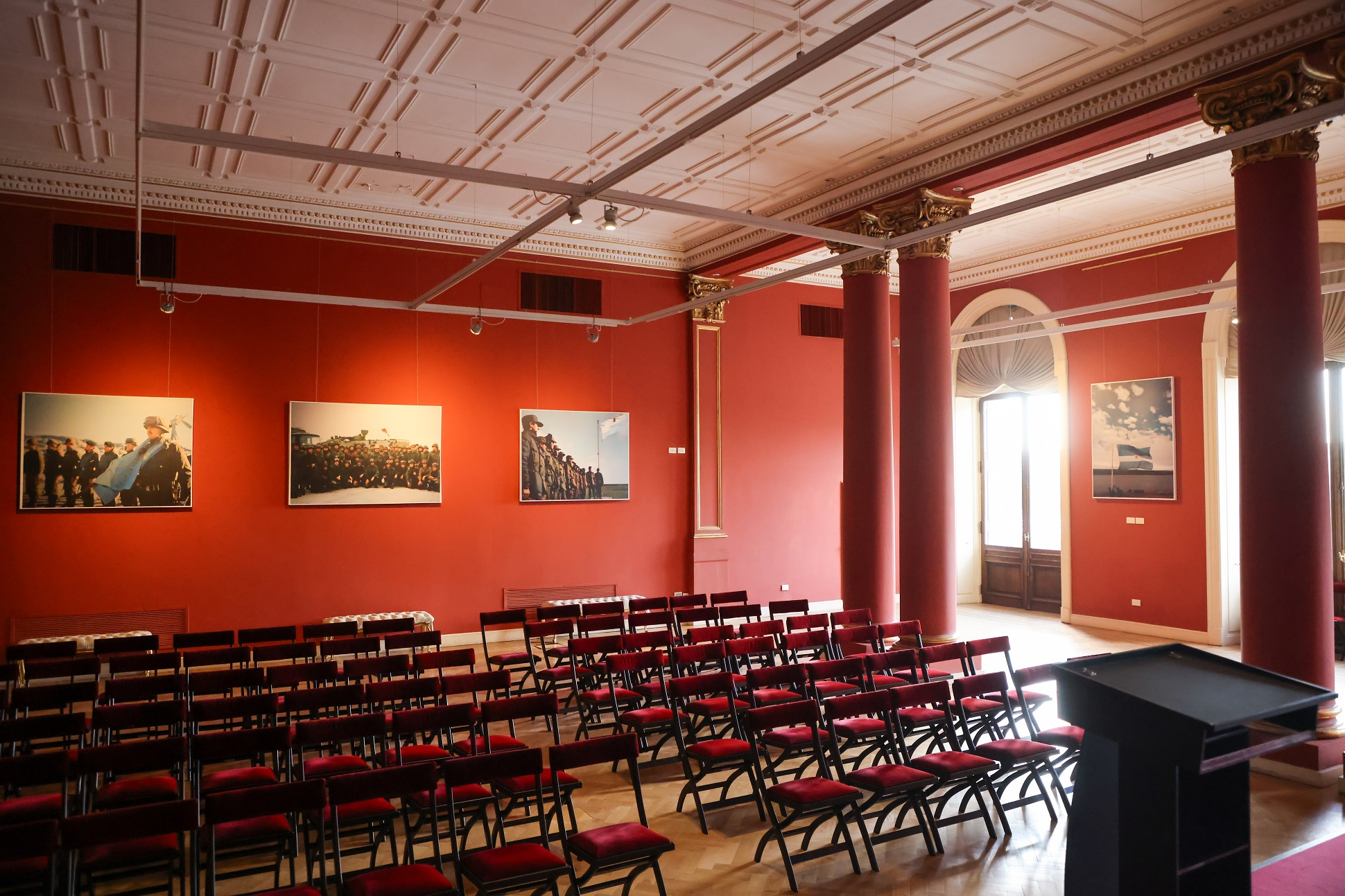
Salón Héroes de Malvinas.

El amplio salón exhibe sus paredes en color lacre, con el cual se simboliza la tierra. Anteriormente en ellas, se habían se dispuesto paneles gráficos con los que, en forma de línea de tiempo, se detallaba la historia de las distintas tribus y pueblos. Tenía alfombras de color borravino que lucían motivos indígenas, al igual que los sillones. En el centro del lugar podía apreciarse una mesa con la forma de la cruz de chakana ("cruz de las cuatro escaleras" en quechua y "cruz de los cuatro puentes" en aimara), que constituye la síntesis de la cosmovisión andina. En esta mesa se había dispuesto un moderno sistema interactivo por el cual a través de pantallas táctiles y auriculares los visitantes podían acceder a un completo material audiovisual sobre los aborígenes. En el centro de la misma se lucía una Wiphala, la bandera cuadrangular de siete colores con las que se identifican los pueblos originarios. Un cuadro con una fotografía de Rufino Ibáñez, último jefe de la reserva Camusu Aike, y otro de un grupo de mujeres y niñas tehuelches posando frente a un "kaú" (tienda hecha con pieles de guanaco) se destacaban en el salón, entre una gran cantidad de imágenes que retrataban a miembros de las comunidades. También se exhibía un gran número de piezas arqueológicas cedidas por el Museo Etnográfico Juan Bautista Ambrosetti.
El 2 de abril de 2024 en el aniversario de inicio del conflicto de Malvinas, por orden de la Secretaría General de la Presidencia se rebautizó como "Salón Héroes de Malvinas". Actualmente en el salón se exhiben fotos de combatientes durante la guerra, así como también vitrinas con objetos que pertenecieron a soldados y generales.

### Salón Martín Fierro
En octubre de 2010 se inauguró este salón en homenaje a Martín Fierro, el célebre personaje del poema gauchesco creado por José Hernández.
En una de sus paredes se luce el mural “Martín Fierro” realizado en acrílico sobre tela del artista Ricardo Carpani (1990). La obra de José Hernández está desplegada en siete paneles en los que están reflejadas las escenas culminantes del poema.
En esta sala se puede observar, además de la obra de Carpani, un retrato del escritor José Hernández, un mate realizado en plata por el orfebre Juan Carlos Pallarols y una manta de lana de vicuña tejida y bordada con el Escudo Nacional, confeccionada para la Exposición del Centenario de 1910.

### Salón de los Próceres
Fue inaugurado el 6 de marzo de 2009 por la ex presidenta Cristina Fernández de Kirchner bajo el nombre de "Salón de las Mujeres". Era utilizado para dar mensajes presidenciales.
Fue clausurado por Mauricio Macri en 2016  y refuncionalizado como oficina por el presidente Alberto Fernández en el  2020. 
El 8 de marzo de 2024, el poder ejecutivo lo renombró como "'Salón de los Próceres". En él se pueden observar gigantografías de próceres, políticos y intelectuales destacados argentinos como el general Don José de San Martín y el general Manuel Belgrano,  del abogado e impulsor del liberalismo en Argentina Juan Bautista Alberdi, del escritor e intelectual Esteban Echeverría y de los ex presidentes Julio Argentino Roca y Carlos Menem
entre otros.

## Galerías

### Hall de Honor

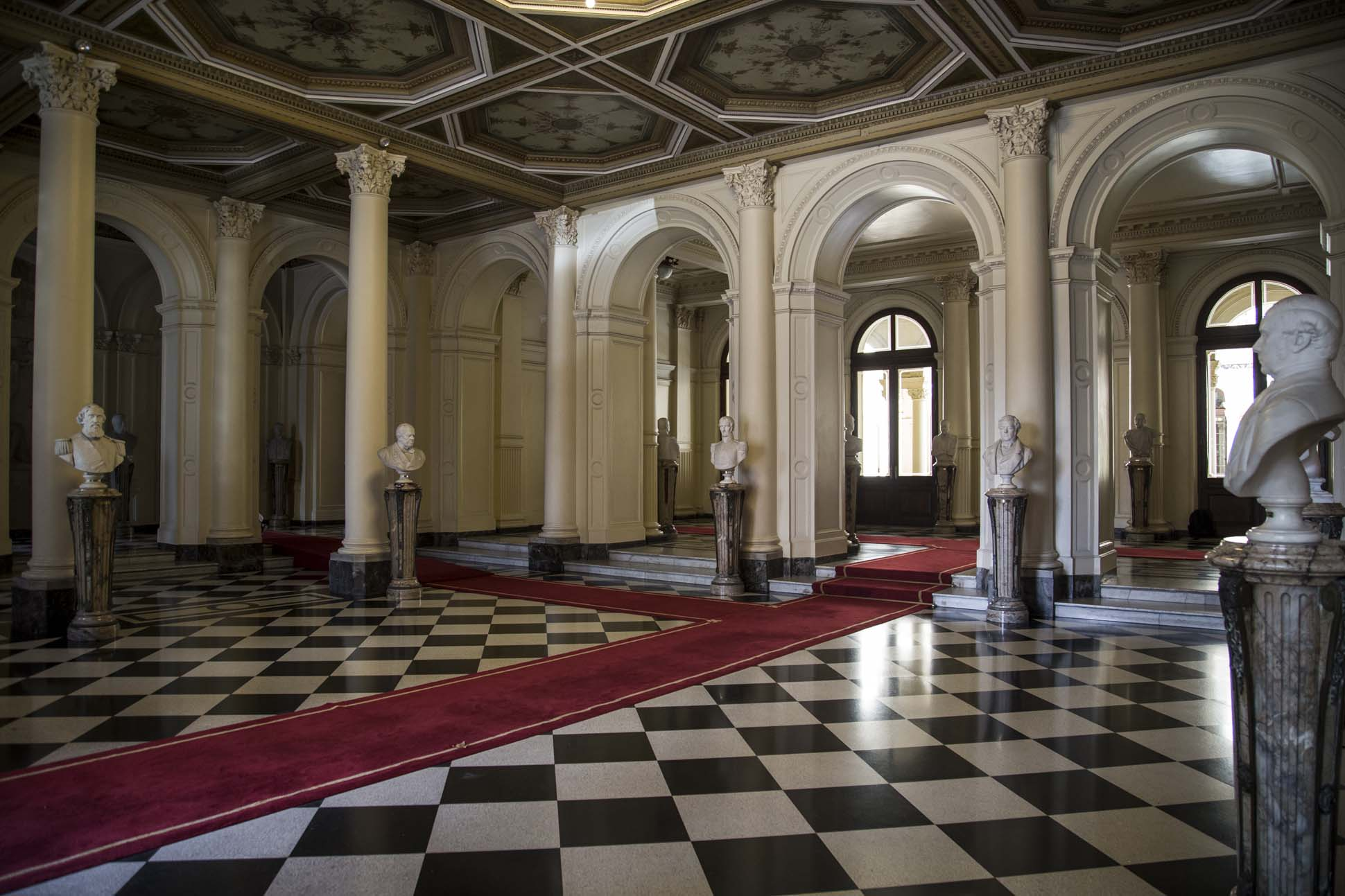
Hall de Honor, ubicado en la planta baja del palacio.

La entrada principal a la Casa Rosada es la que apunta hacia el lado norte, por la calle Rivadavia, lugar donde se encuentra la explanada por la que arriba habitualmente el presidente de la Nación y eventualmente algunos invitados especiales.
Esta entrada da acceso a un importante vestíbulo, conocido como "Hall de Honor" o "Galería de los Bustos Presidenciales", donde se encuentran dos relieves de estilo art déco realizados por José Fioravanti que simbolizan "La Exaltación de la Patria Joven" y "El Sentimiento Heroico de la Raza", ubicados en los muros laterales del recinto.
Un grupo de puertas vidriadas ubicadas en la pared contrapuesta a la entrada principal dan acceso al "Patio de las Palmeras".
Contorneando el Hall de Honor se encuentra la "Galería de Bustos", donde se encuentran retratados en mármol de Carrara todos los presidentes argentinos ya fallecidos.
Los primeros bustos expuestos en ese salón fueron realizados entre 1883 y 1884, encargados por el presidente Julio Argentino Roca. Data de aquella época la tradición de agregar el busto de los primeros mandatarios luego de que finaliza su período de mandato.
Estos bustos estuvieron ubicados inicialmente en los Recintos Presidenciales del primer piso, pero en 1973, durante la presidencia de Alejandro Agustín Lanusse, se decidió su traslado al Hall de Honor y se dictó el Decreto 4022, que rige la colocación de los Bustos Presidenciales, indicando que esto se hará una vez transcurrido un lapso no menor a dos períodos presidenciales, tras la finalización del mandato correspondiente.
La decoración original de los muros y los cielorrasos del Hall de Honor fueron realizados hacia fines del siglo XIX con motivos fileteados, y con una traza netamente italianizante. Ese decorado quedó oculto bajo una capa de pintura clara en una obra que se realizó hacia 1913. En 1980 esa pintura fue removida de los cielorrasos y desde esa época pudieron volver a apreciarse los imponentes fondos.
En los extremos del hall, dos impresionantes escaleras, también de mármol, dan acceso al primer piso del edificio, donde se destaca el Salón Blanco.

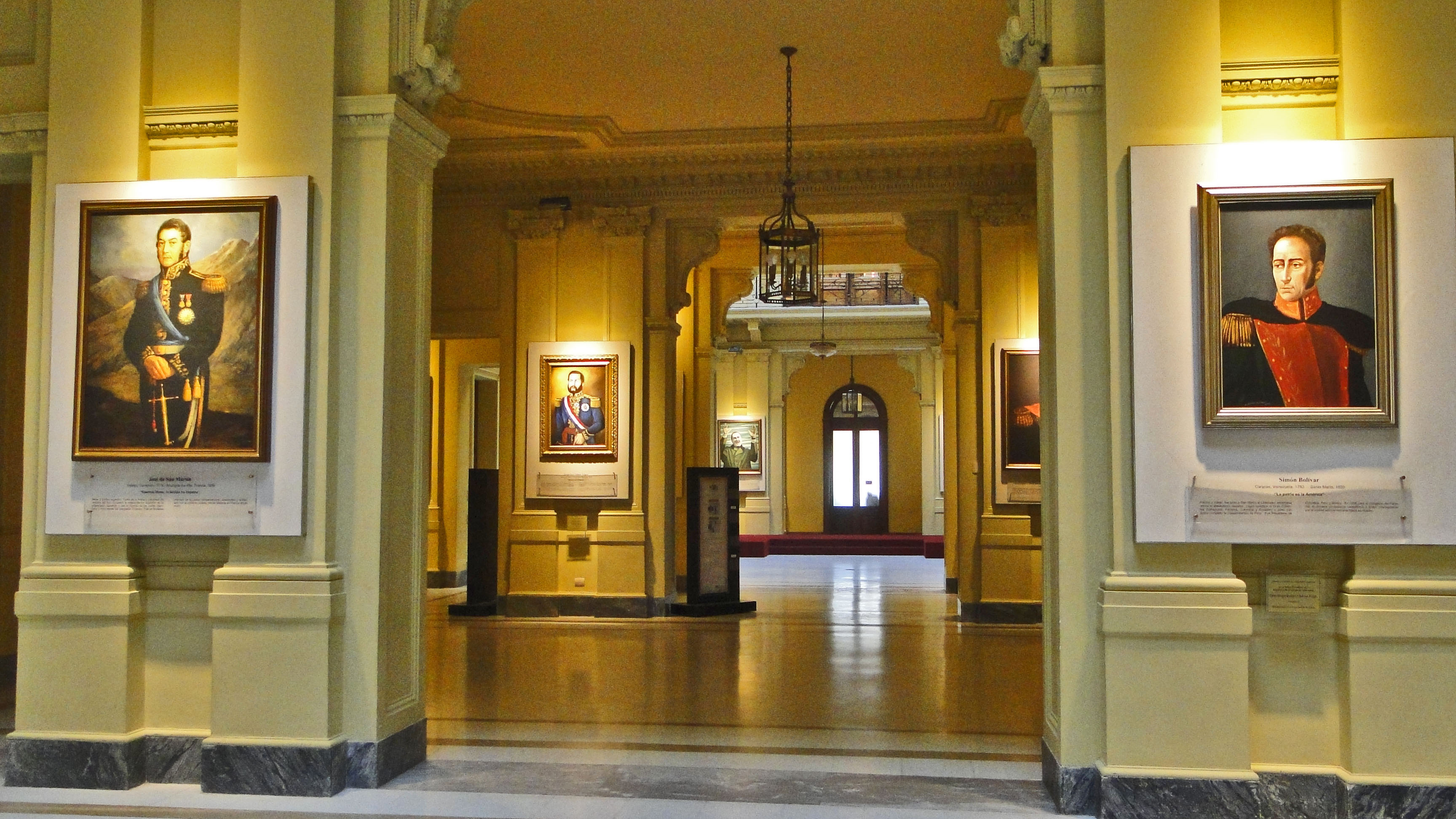
Galería de los Patriotas Latinoamericanos del Bicentenario, ubicada en la planta baja del palacio.

### Galería de los Patriotas Latinoamericanos del Bicentenario
La Galería de los Patriotas Latinoamericanos del Bicentenario fue inaugurada el 25 de mayo de 2010 con motivo de los festejos por los 200 años de la Patria.
El salón está ubicado en el centro de la Casa Rosada y exhibe retratos de héroes y personalidades del continente que fueron aportados por países de la región.
El 4 de mayo de 2015, al cumplirse cinco años de la elección del expresidente Néstor Kirchner como primer secretario General de la Unión de Naciones Sudamericanas (Unasur) se incorporaron un cuadro del propio Kirchner y uno del expresidente de Venezuela Hugo Chávez Frías.
Los cuadros de la galería fueron retirados de la Casa Rosada en febrero de 2016 y trasladados al Museo del Bicentenario.

## Escaleras

### Escalera Francia

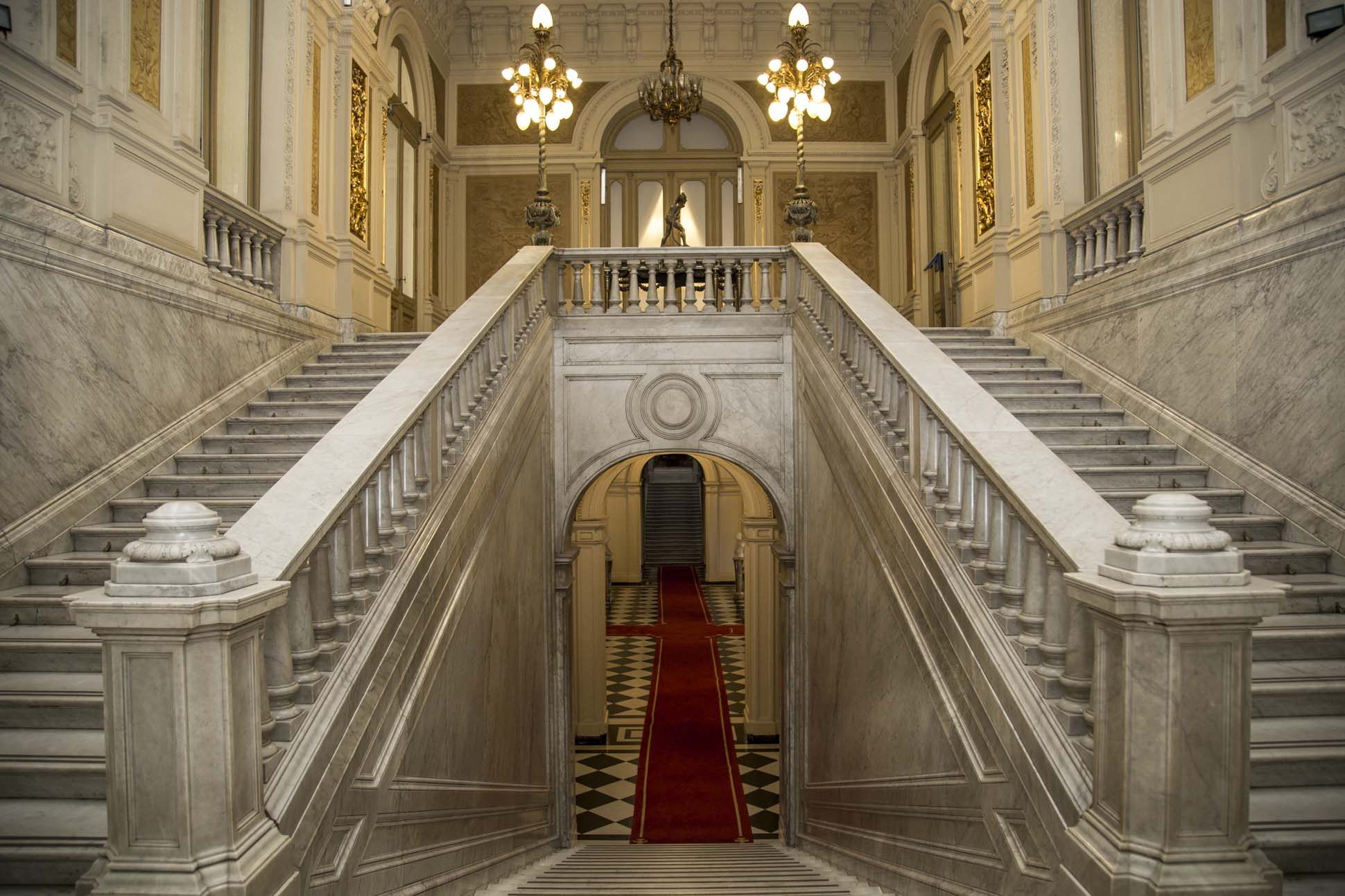
La escalera Francia, se utiliza como acceso principal a los Salones de Recepción y Recintos Presidenciales, ubicados en el primer piso del Palacio Presidencial.

Esta escalera se utiliza como acceso principal a los Salones de Recepción y Recintos Presidenciales, ubicados en el primer piso del Palacio Presidencial.
Tiene en su rellano un importante tapiz tejido en la Manufactura de los Gobelinos, París - Francia, según cartón del pintor Alfredo Roll del año 1911, que representa al General José de San Martín montando un corcel blanco, vistiendo un uniforme militar y guiado por dos glorias aladas. La guarda lateral reproduce ejemplares de la fauna y flora argentinos, y en el pie se lee una dedicatoria que indica que es un regalo oficial de la República Francesa a la Argentina.
Los muros y cielorrasos del recinto conservan las pinturas originales, en este caso el motivo ornamental son molduras "trompe l´oeil", con motivos renacentistas. Los artefactos de iluminación de bronce son franceses y fueron colocados a fines del siglo XIX al instalarse en la Casa la luz eléctrica, que suplantó la iluminación a gas.

### Escalera Italia

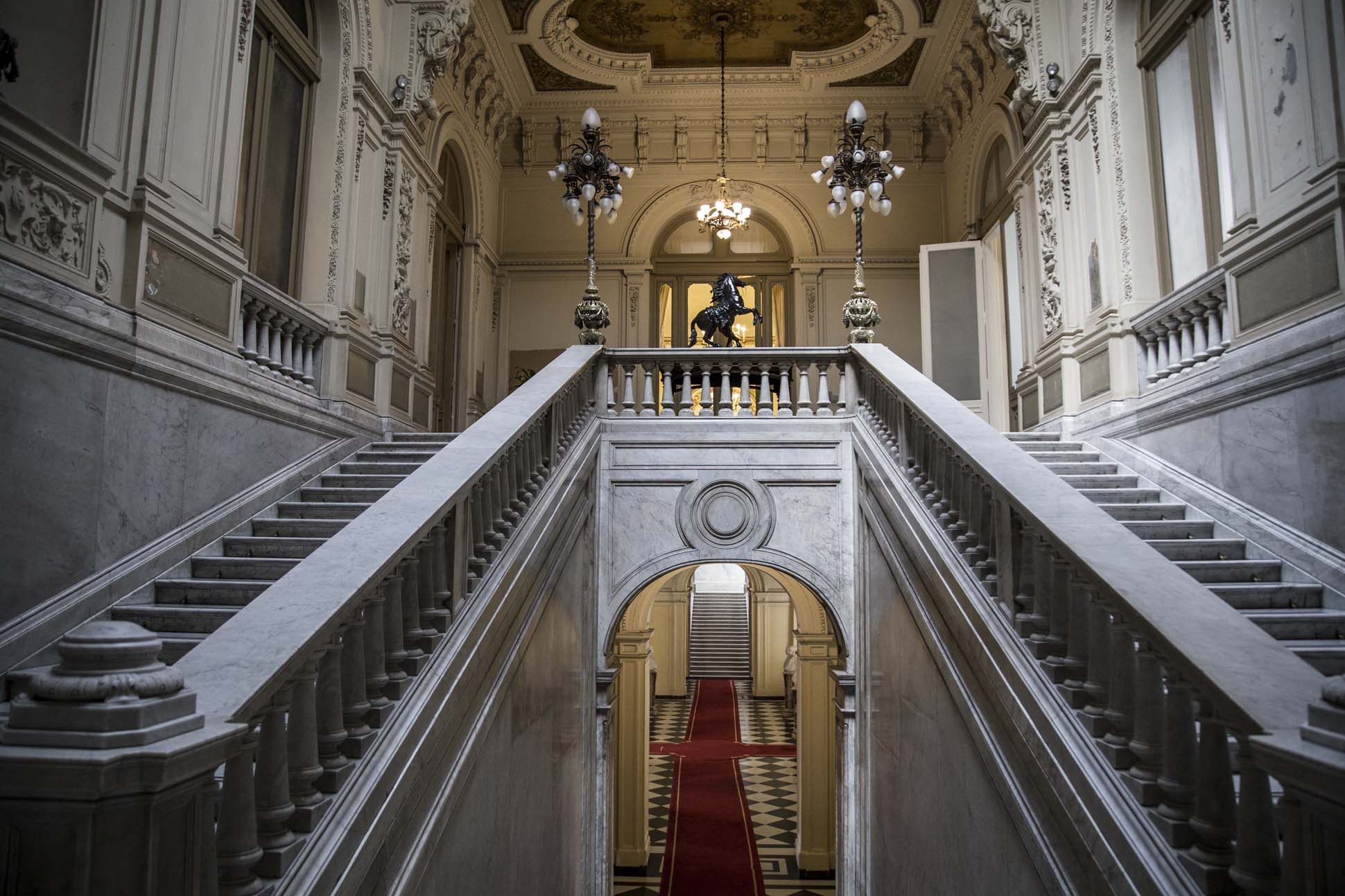
La escalera Italia, ubicada en el extremo oeste del Hall de Honor, da acceso al primer piso de la Casa Rosada, culminando en el acceso al Salón Blanco.

En su rellano se puede observar una placa de mármol y bronce que el Reino de Italia entregara a Roque Sáenz Peña durante su misión diplomática en Europa como regalo por el primer Centenario; esa placa simboliza la fraternidad entre los dos países.
Los cielorrasos ostentan la pintura de fileteo original. En el pallier, sobre la mesa victoriana, de centro, se encuentra emplazada una réplica reducida de uno de los dos caballos que en el siglo XVIII adornaban la entrada del castillo de Marly Le Roi, propiedad de Luis XIV y que actualmente se encuentran en el ala nueva del Museo del Louvre de París.

## Patios

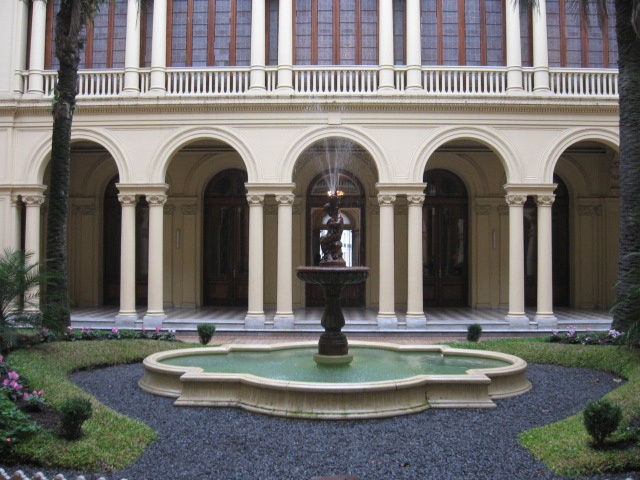
Fuente, ubicada en el Patio de las Palmeras.

### Patio de las Palmeras
Las cuatro palmeras yatay, colocadas en 1904, le dan el nombre al famoso patio en torno al cual se ubican las dependencias del ala norte de la Casa Rosada.
El Patio de las Palmeras es el pulmón de la Casa. En su centro, se encuentra emplazada una artística fuente de hierro de origen francés rodeada de canteros con guarda perimetral en forma de festón de mármol de Carrara blanco con veta gris.
Posee galerías perimetrales en la planta baja y en el primer piso. En las paredes y cielorrasos de ambas se realizaron pinturas decorativas.
También se llevó a cabo una restauración de su piso original, con baldosas que fueron importadas de Italia.
Además, se descubrieron en los triángulos laterales a las columnas de los arcos que integran el patio murales alegóricos cuya forma en ese momento no se podía apreciar. Estas forman parte del imaginario popular neorrealista grotesco de fines del siglo XIX a principios del XX. Se presume que estos murales fueron realizados para los preparativos del festejo del Centenario de la Revolución de Mayo.

### Patio del Aljibe

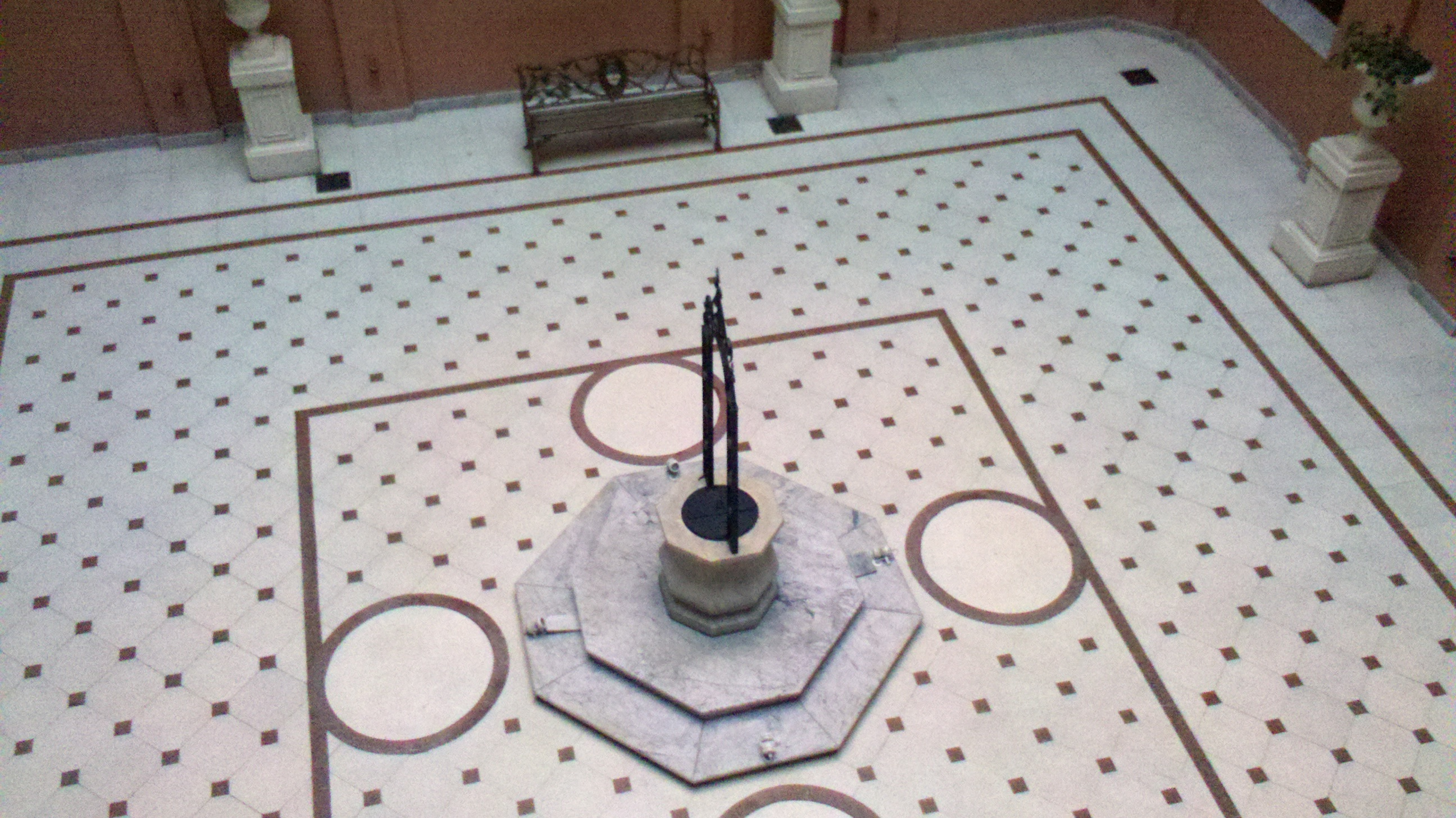
Vista del Patio del Aljibe, desde un balcón interno del Palacio de Gobierno.

El Patio del Aljibe es uno de los espacios más pintorescos, y menos conocido, de la Casa Rosada. Ubicado en el ala sur del Palacio de Gobierno, este patio cuenta en su centro con un aljibe que ha sido reciclado en 2011. En sus laterales, enormes jarrones con formas de copas y un banco que tiene el escudo nacional completan la decoración.

### Patio Malvinas Argentinas

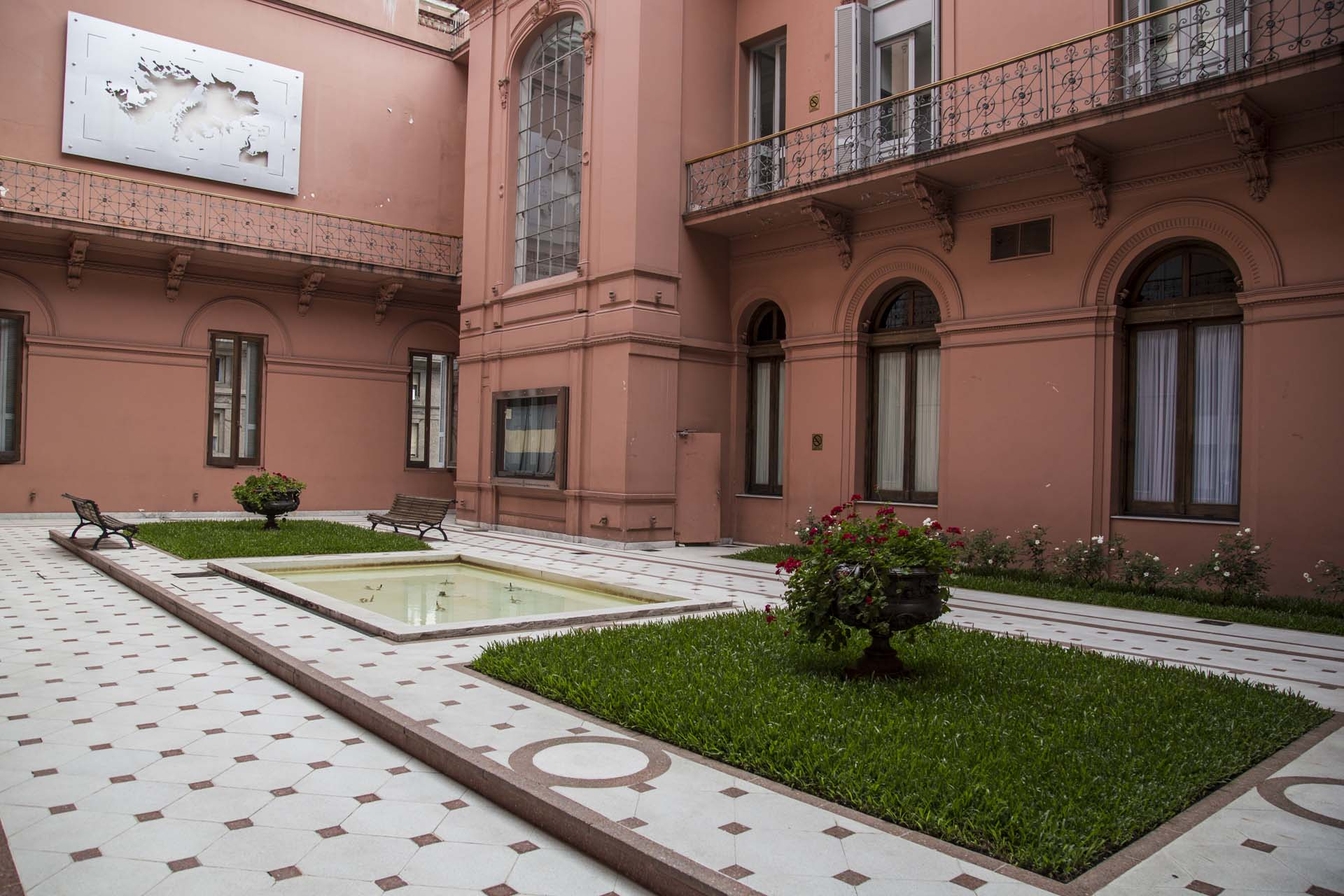
Patio Malvinas Argentinas.

Emplazado en la planta baja del palacio de gobierno, el patio Malvinas Argentinas fue inaugurado el 2 de mayo de 2012, día en el que se cumplió el 30 aniversario del hundimiento, por parte del enemigo, del Crucero ARA General Belgrano, que provocó la muerte de 323 marinos durante el conflicto del Atlántico Sur.
El espacio cuenta con una fuente cuyas aguas muestran una coloración celeste y blanca, dos grandes maceteros rematados con sendas copas con flores y una instalación metálica que ilustra el contorno de las Islas Malvinas.

## Exteriores

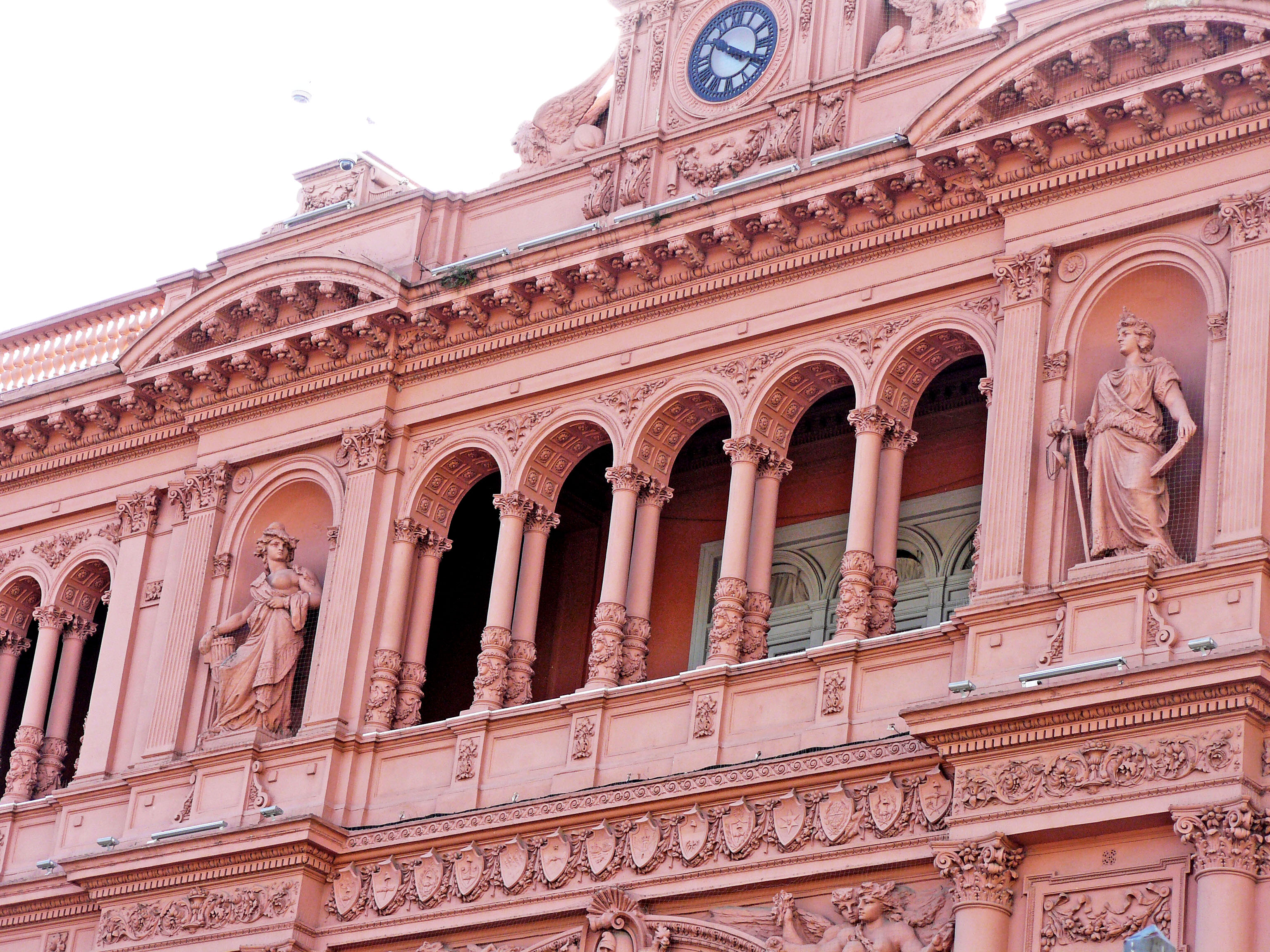
Vista del balcón principal del Palacio, ubicado en la fachada oeste.

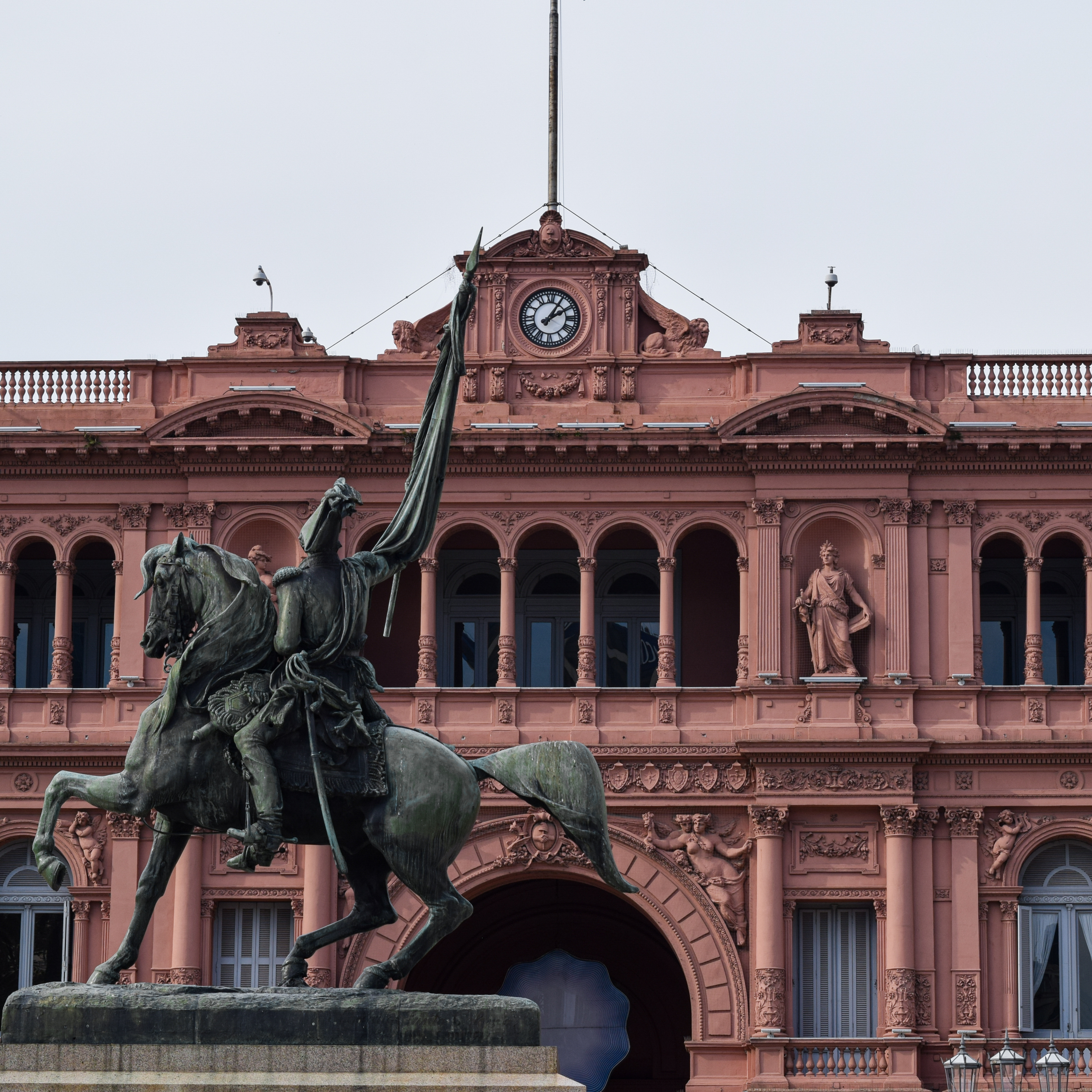
El Monumento en homenaje al General Belgrano, ubicado en la Plaza de Mayo, se erige frente al Palacio de Gobierno.

### Fachada Oeste
Está consolidado sobre la unión del Palacio de Correos y Telégrafos, inaugurado en 1876 por Nicolás Avellaneda, y la Casa de Gobierno que mandó a construir en 1882 el presidente Julio Argentino Roca sobre la que era la antigua residencia de los virreyes (actualmente, el espacio de esa residencia está ocupado por el Patio de las Palmeras). Esa obra se inició en 1884 y estuvo a cargo del arquitecto italiano Francesco Tamburini.
Como entre las edificaciones originales existía una pequeña diferencia de altura, Tamburini la disimuló con la construcción del arco que las unió. No obstante ello, puede observarse una pequeña asimetría en el lugar donde las molduras de las dos componentes se unen al arco central.
Como la casa se encuentra emplazada sobre una barranca, esta fachada tiene tres plantas, mientras que la que mira al lado contrario y apunta hacia el Río de la Plata tiene cuatro.
El proyecto de Tamburini incluyó la colocación de escudos de la Confederación Argentina en los extremos de las cúpulas que ostenta la Casa. Estos fueron reemplazados por monumentales copones en la segunda mitad del siglo XX. Uno solo de estos escudos perdura hoy y está situado en el extremo oeste de la fachada norte.
Sobre el arco que oficia de entrada de la calle Balcarce 50 puede observarse un gran reloj que fue inaugurado en el marco de los festejos del Bicentenario de la Revolución de Mayo. Este reloj estaba proyectado en los planos originales presentados por Tamburini, pero nunca había llegado a emplazarse.
Por otra parte, a partir del año 2003, el tramo que ocupa la calle Balcarce se hizo peatonal, la explanada ganó metros hacia la reja, se construyó una rampa para personas con movilidad reducida y se instalaron dos fuentes de agua y seis maceteros que embellecen el ingreso al edificio por ese sector.

### Plaza Colón

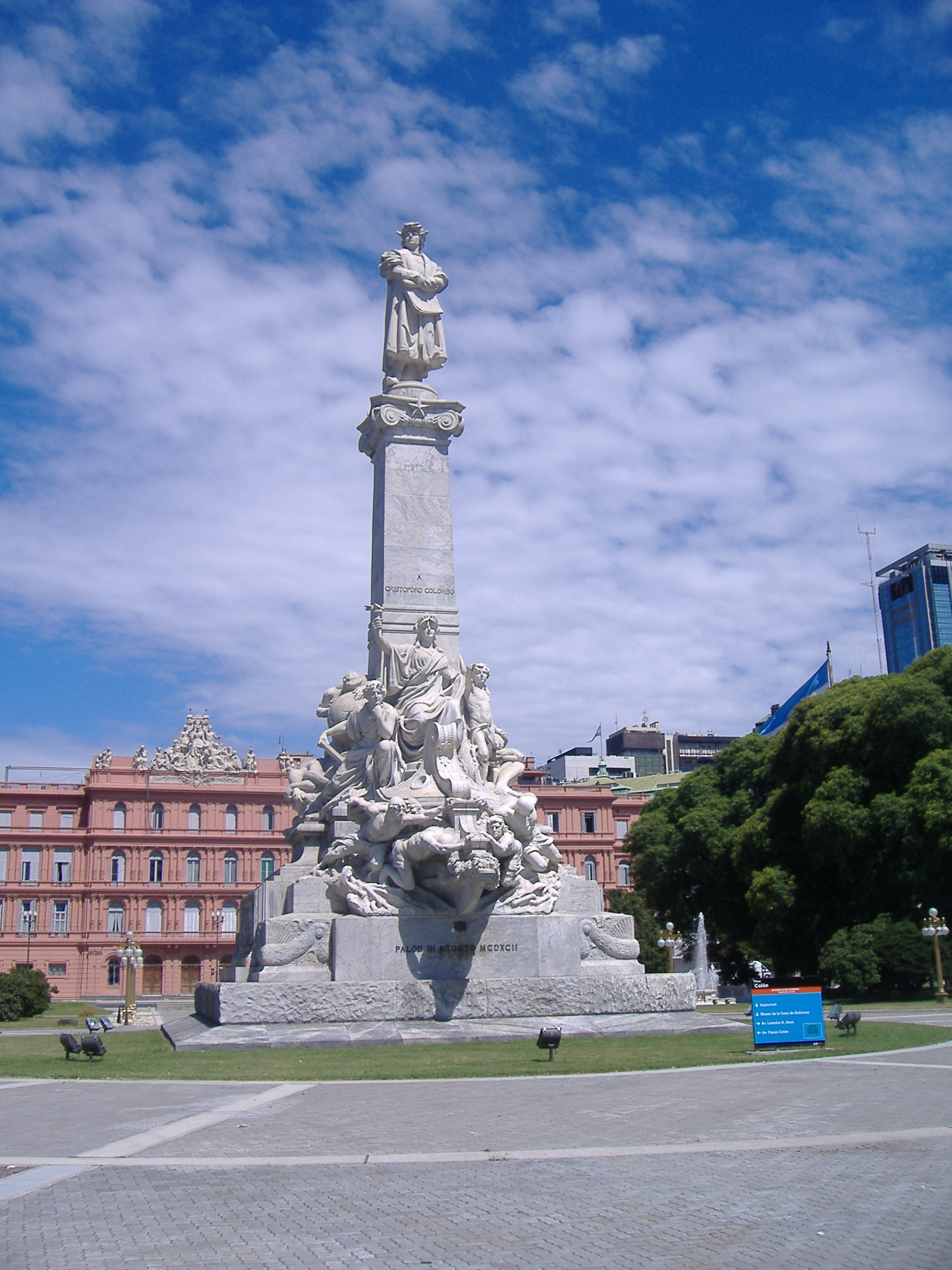
El Parque Colón cuando todavía estaba el Monumento a Cristóbal Colón en 2008.

La Plaza Colón, que se encuentra frente a la fachada este, fue ampliamente remodelada y su reinauguración tuvo lugar el 6 de diciembre de 2007.
Se reemplazaron las veredas y se dispuso una reja que bordea todo el perímetro de la Casa y el Parque Colón, por lo que el espacio llegó a anexarse al Palacio de Gobierno como jardín trasero.
Dos fuentes de mediano tamaño enriquecen el paisaje, mientras que otra más grande se luce junto al mástil de la bandera nacional y, de noche, sus chorros dibujan en el aire el celeste y blanco argentinos mediante un juego de iluminación.
Además, se construyó un impluvio (vivero) en el que se mantienen las plantas que adornan la Casa de Gobierno.
También se emplazó allí un monumento a las víctimas del bombardeo con el que las Fuerzas Armadas atacaron la Casa Rosada en 1955, cuando Juan Domingo Perón gobernaba la Nación.

## Puntos de interés

### Despacho presidencial

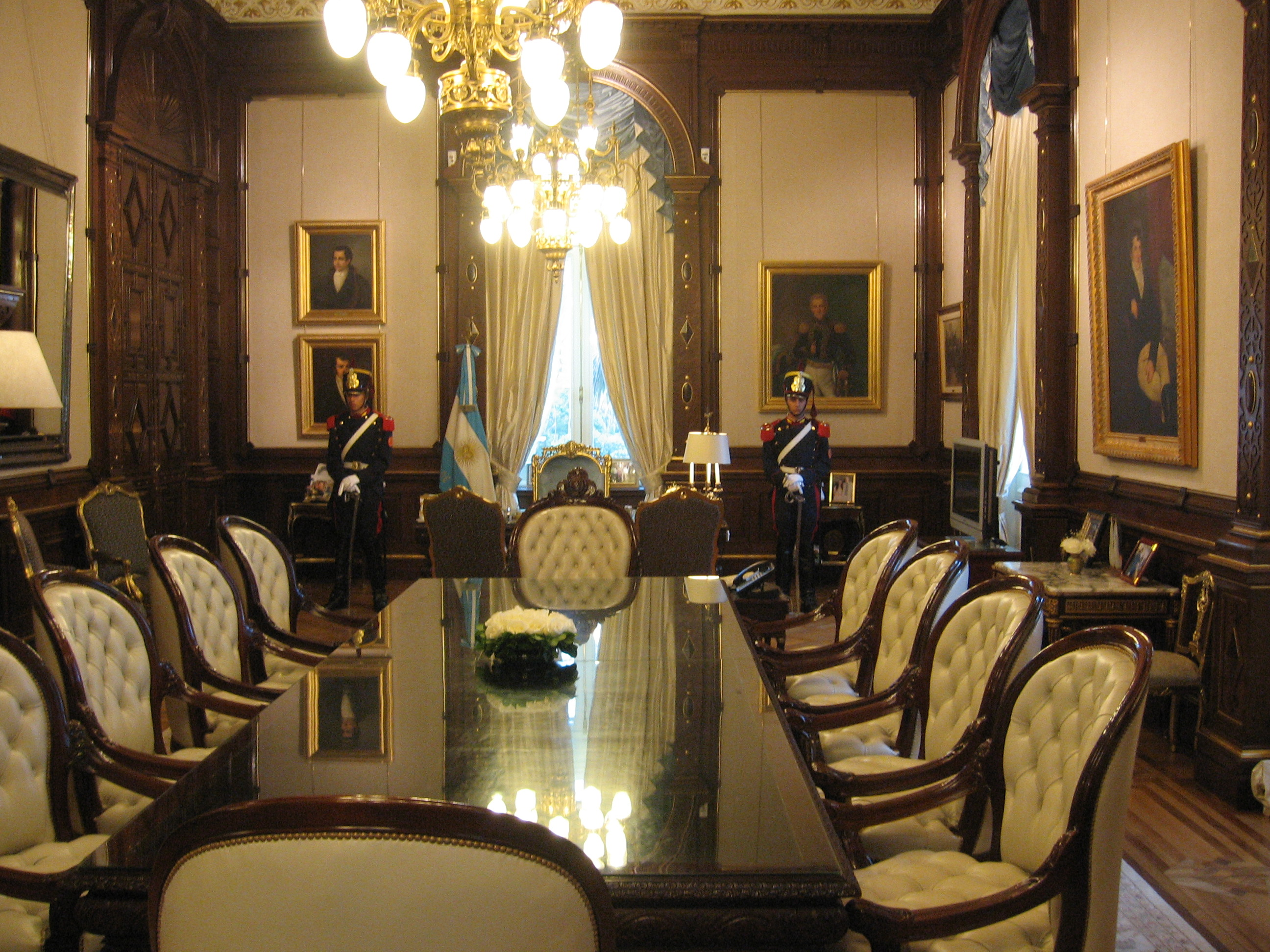
Despacho presidencial, ubicado en el primer piso del Palacio de Gobierno.

Fue en un tiempo el comedor presidencial y comenzó a ser utilizado como despacho a partir de 1946. Cuando el presidente está en la Casa, dos granaderos custodian la entrada. 

### Ascensor presidencial

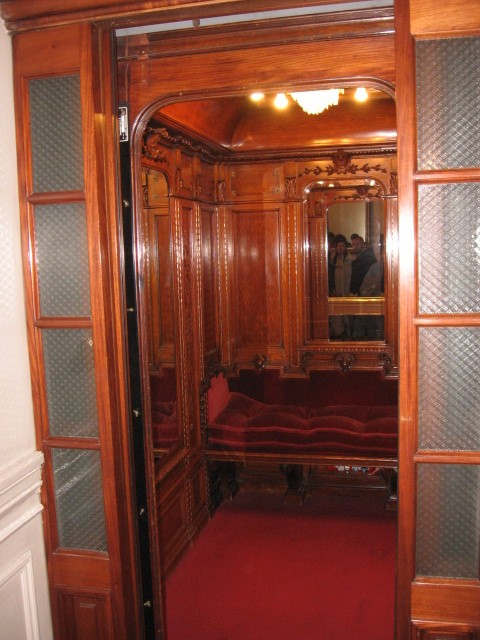
Ascensor presidencial.

En la antesala que conduce a esas dependencias se encuentra el ascensor presidencial. Este ascensor, según la tradición mantenida en la Casa, fue el regalo que la infanta Isabel de Borbón y Borbón hizo al palacio de Gobierno cuando visitó el país en 1910. Es de roble marqueteado tallado y ostenta el escudo nacional sobre cada uno de los espejos de cristal.

### Balcarce 50
El gran arco de ingreso y los patios cubiertos que se encuentran en el eje de Balcarce 50 fundamentan el ensamble de estructuras edilicias hechas en diferentes años, respondiendo a proyectos de distintos arquitectos.
Existió hasta fines del siglo XIX un pasaje interno que conducía hacia la Aduana Nueva.

## Arquitectura
La Casa Rosada es una pieza ecléctica, que combina elementos de diversos orígenes, como las mansardas de origen francés, las logias italianas y las ventanas de los proyectos de los arquitectos Aberg y Kihlberg, con la expresión clasicista típica de Tamburini. 
El conjunto se desarrolla en tres plantas sobre el oeste (calle Balcarce) y cuatro niveles más subsuelo sobre el este, gracias a la pendiente del terreno desde la Plaza de Mayo hacia el Parque Colón, originada por el Río de la Plata, que naturalmente, hasta aproximadamente 1890, llegaba con sus barrancas hasta este lugar, y se fue alejando hacia el este mediante sucesivos rellenos para ganar tierras. 

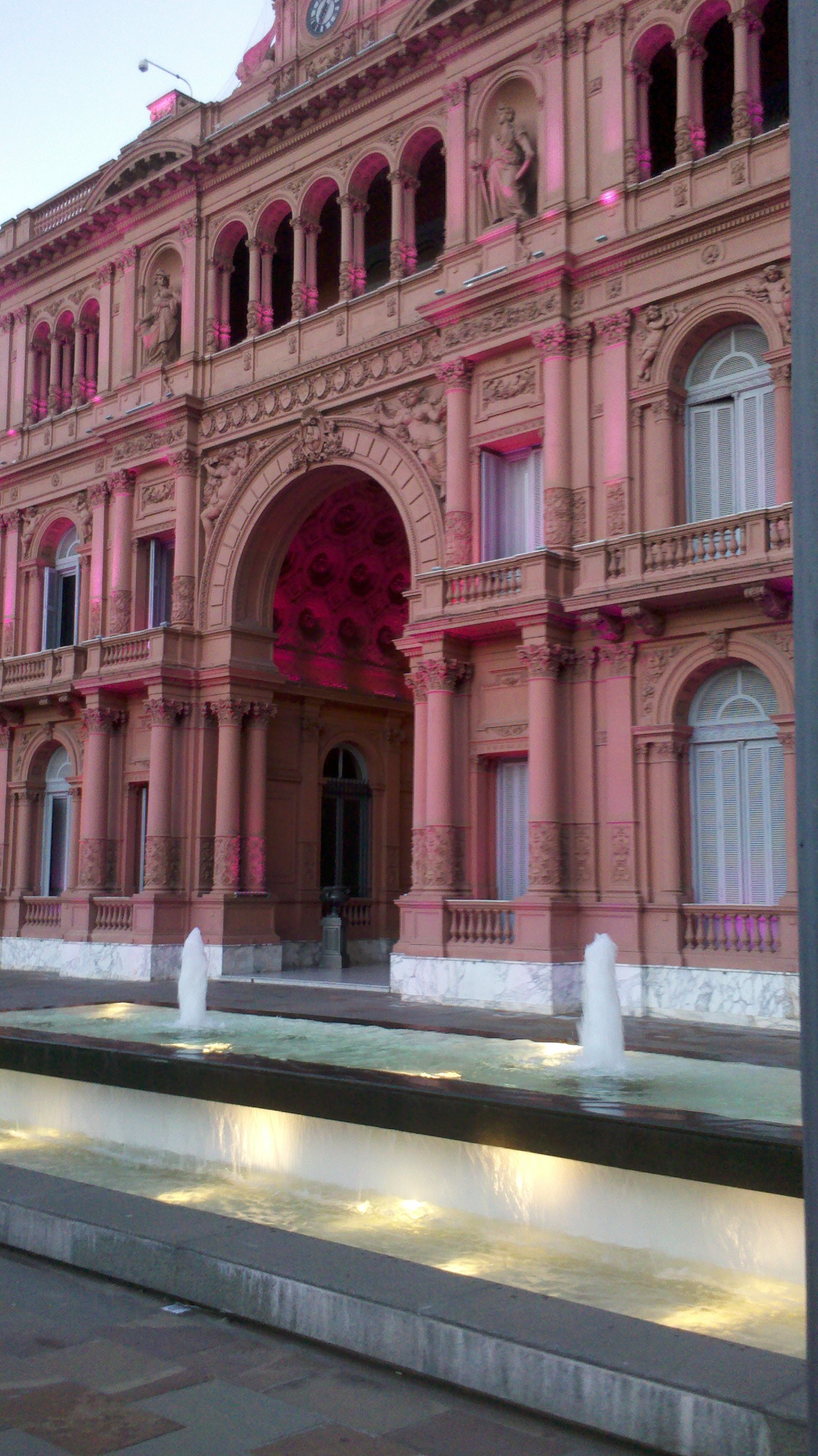
Entrada frontal de la Casa Rosada.

La fachada principal presenta un eje de simetría marcado sobre el arco monumental diseñado por Tamburini, pero la simetría está desvirtuada por la demolición del ala sur en 1938. Además, la famosa loggia en el primer piso del ala norte se diferencia claramente de las ventanas apareadas de estilo florentino del ala sur. Hay una combinación ecléctica de ornamentos, pero predomina la influencia del Renacimiento italiano, a pesar de la mansarda que originalmente estaba revestida en pizarra, y fue cambiada por una cubierta de bronce en la década de 1960. Varios ornamentos y molduras desaparecieron a lo largo de los últimos cien años, particularmente la crestería de hierro que adornaba la mansarda, y unas molduras con el Escudo Nacional, que fueron reemplazadas por copones, en la cornisa.
La fachada norte, diseñada completamente por el arquitecto Tamburini, se destaca por la entrada de carruajes que sobresale del volumen macizo del edificio, destacándose con una galería para la circulación de vehículos y una escalinata que salva el desnivel de la calle que marca una plataforma que originalmente estaba destacada con dos estatuas de bronce de ángeles tocando trompetas de la victoria, luego removidas. En esta fachada se hace notable la difícil unión del edificio original diseñado por el ingeniero Aberg con la ampliación realizada por Tamburini, ya que el primero está rematado por la mencionada mansarda de bronce, y el segundo tiene una losa plana. Una de las ventanas del edificio de Aberg fue directamente seccionada a la mitad por la ampliación, y es un detalle de la desprolijidad con la cual fue ejecutada la obra.
La fachada este, que mira a Puerto Madero y al río, está precedida por el Parque Colón —aunque originalmente la separaba del mismo la Avenida paseo Colón— que permite jerarquizar el edificio y genera un acceso que recientemente fue enrejado para transformarse de facto en los jardines del palacio presidencial. Esta fachada también pertenece al diseño de Tamburini, aunque originalmente tenía dos retiros simétricos que posteriormente fueron eliminados, construyendo ampliaciones que dejaron una fachada lisa. La cornisa del edificio está adornada con un conjunto escultórico.
La fachada sur es la más pobre del edificio, ya que la original diseñada por Tamburini fue demolida en la década de 1930, y luego de ello no fue reconstruida, sino que apenas se ejecutó un muro sin ornamentar que contrasta por su falta de molduras con el resto del edificio. Además, la presencia del Palacio de Hacienda, enfrentado directamente con la Casa Rosada, impide la jerarquización del edificio que se da en los otros frentes, debido a la poca distancia que se puede tomar de la fachada.

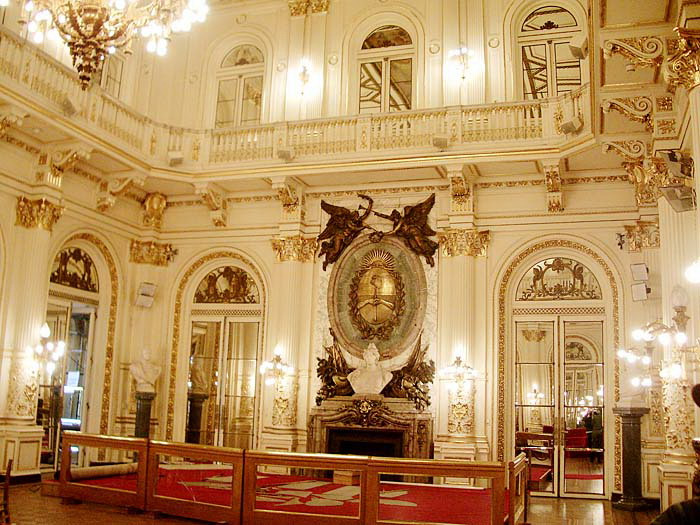
Salón Blanco: en él se realizan los actos más trascendentes, como el de la recepción, por parte de cada Presidente, de la Banda y el Bastón Presidencial; y las ceremonias del juramento de los Ministros y Secretarios de Estado.

### Subsuelo
Se encuentran el Salón de los Pintores y Pinturas Argentinas y la Escalera Carpani, que conduce al nivel superior. Del lado de la calle Yrigoyen. A este nivel se accede directamente desde el Parque Colón, a través de un conjunto de tres puertas de madera, actualmente cerradas.

### Planta baja

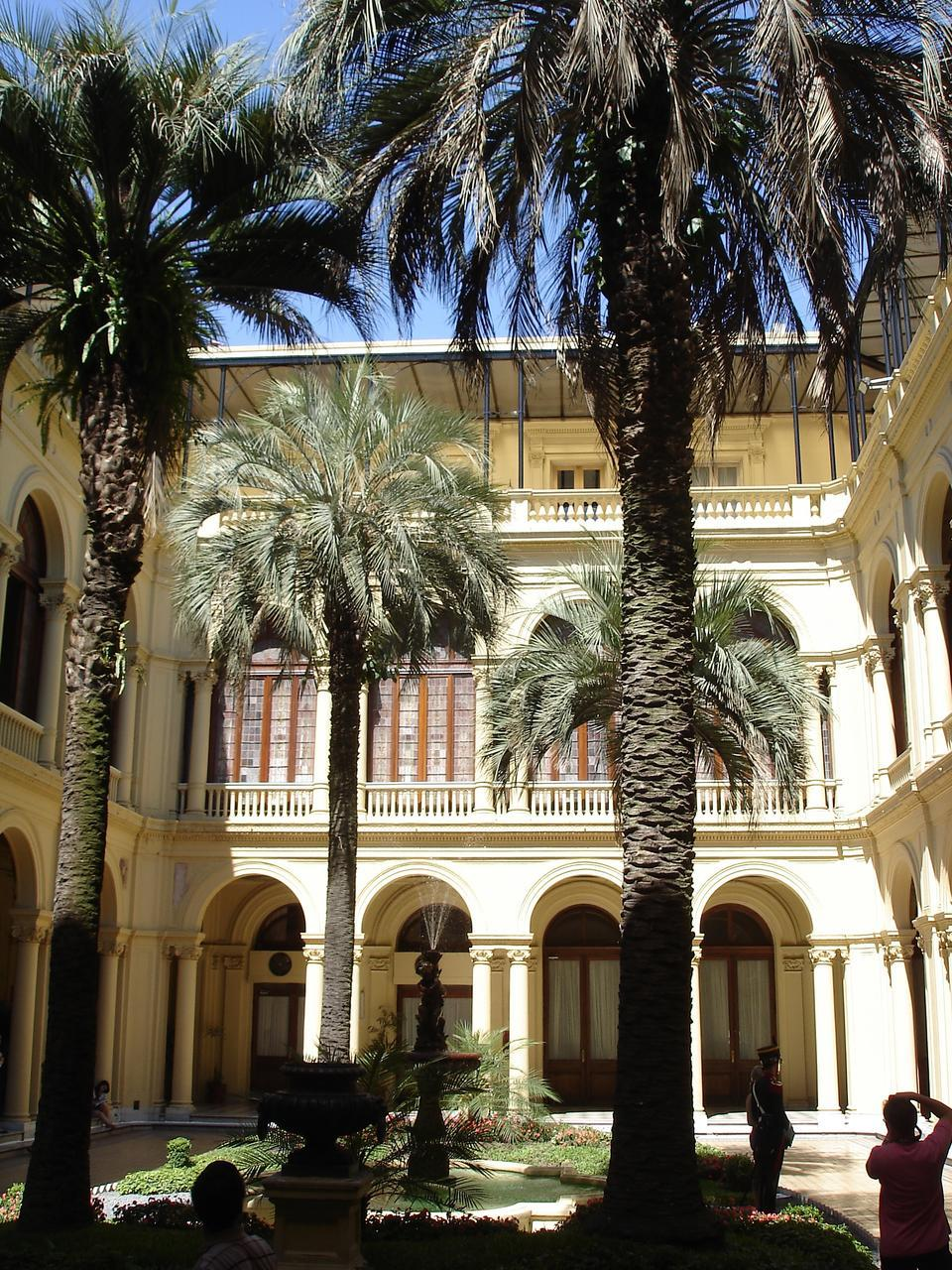
Patio de las Palmeras.

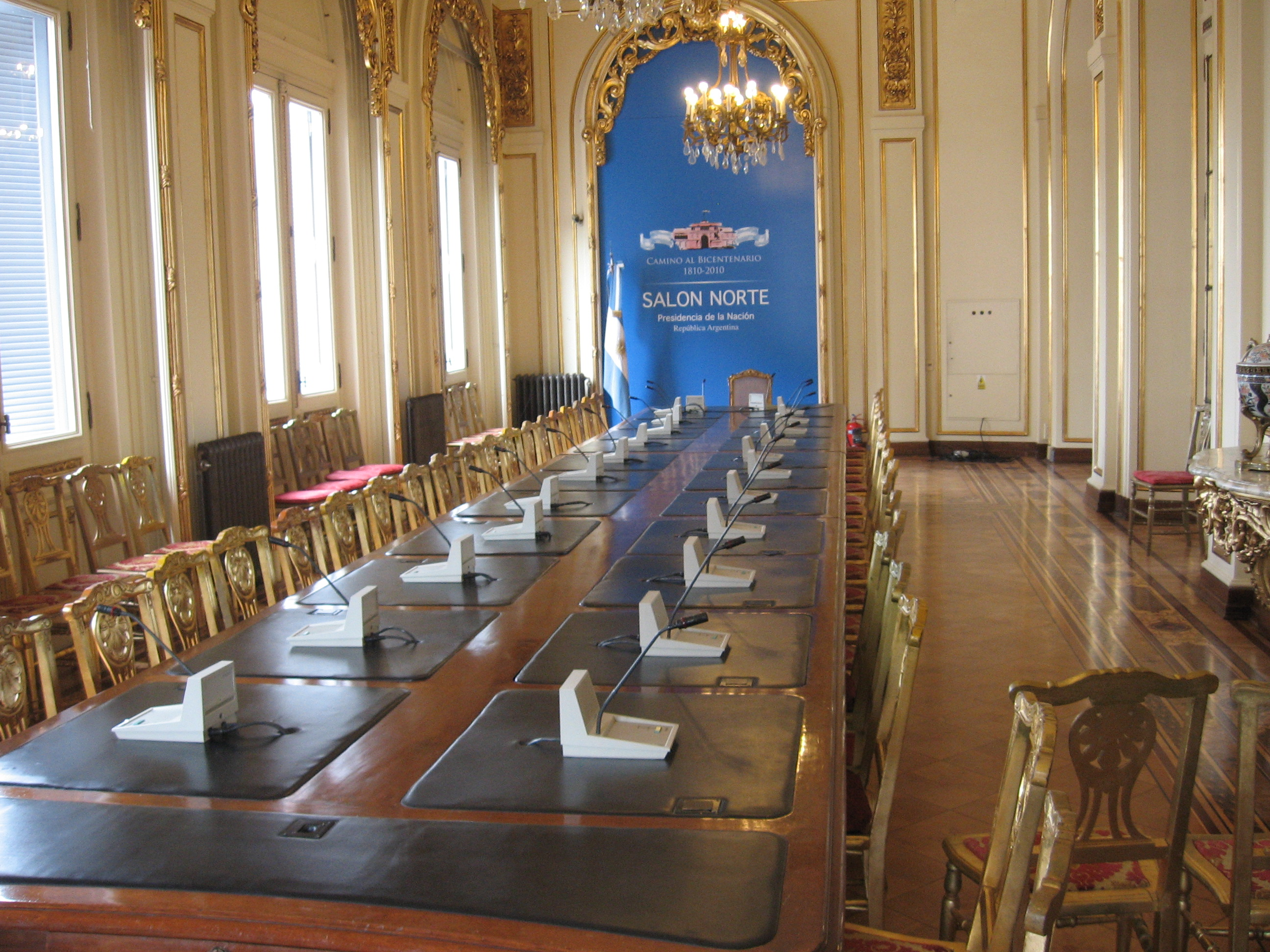
Salón Norte, donde se reúne el Gabinete de Ministros.

La explanada de acceso sobre la avenida Rivadavia conduce al Salón de los Bustos, donde se encuentran las esculturas de los presidentes argentinos y es el Hall de Honor, que sirve para visitas ilustres. Luce un piso embaldosado en damero, y techos con casetones pintados con diversas imágenes, descubiertas en 1980 luego de haber permanecido tapadas por pintura lisa durante setenta años. La decisión de colocar los bustos presidenciales en este lugar fue tomada por el dictador Alejandro Lanusse en 1973. A este espacio lo sucede el famoso Patio de las Palmeras, con loggias que lo rodean en todos los pisos.
Desde la calle Balcarce se accede al hall principal del edificio, un espacio amplio con pasillos que balconean desde los niveles superiores y grandes claraboyas en el techo que permiten la iluminación natural, donde originalmente estaba el pasaje abierto que separaba los dos edificios independientes, y hoy en día funciona la Galería de los Patriotas Latinoamericanos. 
Desde el lado de la calle Yrigoyen, está el pequeño Patio Malvinas Argentinas, original del edificio diseñado por Kihlberg en 1873, en el cual se destaca la escalera del viejo edificio de Correos, que sobresale como un volumen jerarquizado sobre una de las fachadas, y hay un jarrón de bronce que funciona como fuente, arrojando aguas de colores blanco y celeste. Sólo el muro agregado improvisadamente en 1938 lo separa de la calle Yrigoyen, luego de la demolición de toda el ala sur. También se encuentra el Patio del Aljibe, otro espacio reabierto recientemente, donde un aljibe de mármol blanco protagoniza el patio, adornado en su perímetro por copones que funcionan como maceteros. Originalmente, estaba coronado por una claraboya que fue removida con la demolición de la década del 1930.

### Primer piso

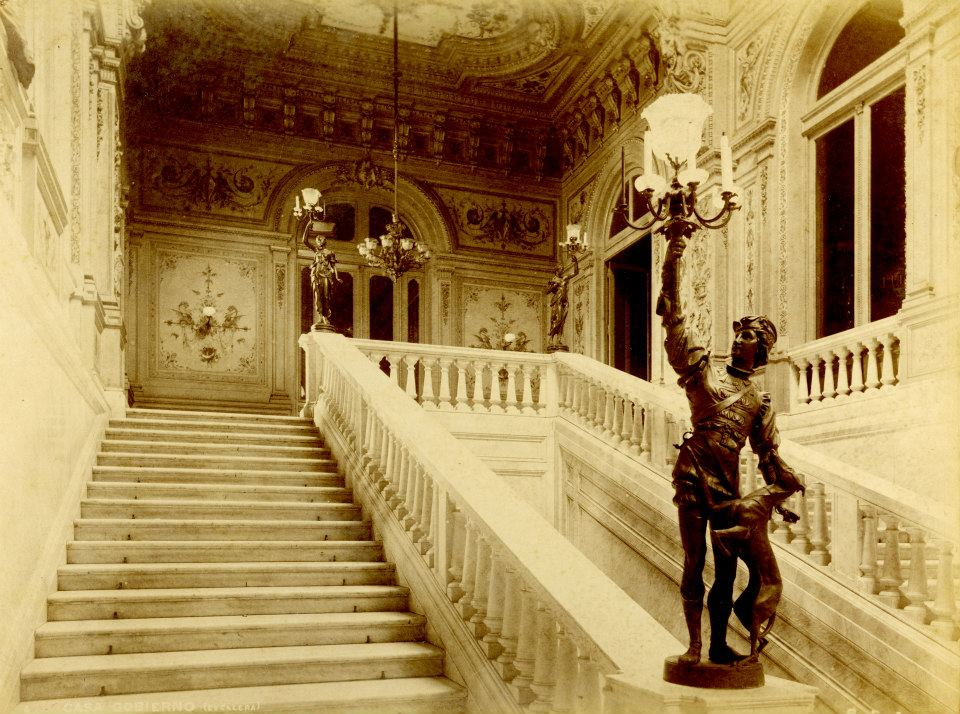
La futura Escalera Italia recién construida, luego fue modificada. (Foto: SFA de A).

Desde este salón, dos grandes escaleras de honor (denominadas Italia y Francia) llevan al primer piso del ala norte, donde se encuentran el Salón Blanco que sirve de sede para las grandes recepciones oficiales, En él se realizan los actos de gobierno de mayor trascendencia, siendo el más relevante el de recepción, por parte de cada Presidente de sus atributos de mando: la banda presidencial y el bastón presidencial.
También se realizan las ceremonias del Juramento de los Ministros y Secretarios de Estado; las presentaciones de Cartas Credenciales de los Embajadores extranjeros, acreditados en la Argentina; las recepciones de invitados especiales; las firmas de tratados internacionales; los discursos y mensajes de mayor trascendencia, dirigidos por el presidente de la Nación y ocasionalmente, ante el fallecimiento de personalidades de relevancia nacional, como salón velatorio.
y las dependencias presidenciales, incluyendo el Salón Sur (antigua sala para ceremonias de protocolo) y el Salón Norte (viejo despacho para reuniones de gabinete). Esta ala norte está estructurada alrededor del Patio de las Palmeras. 

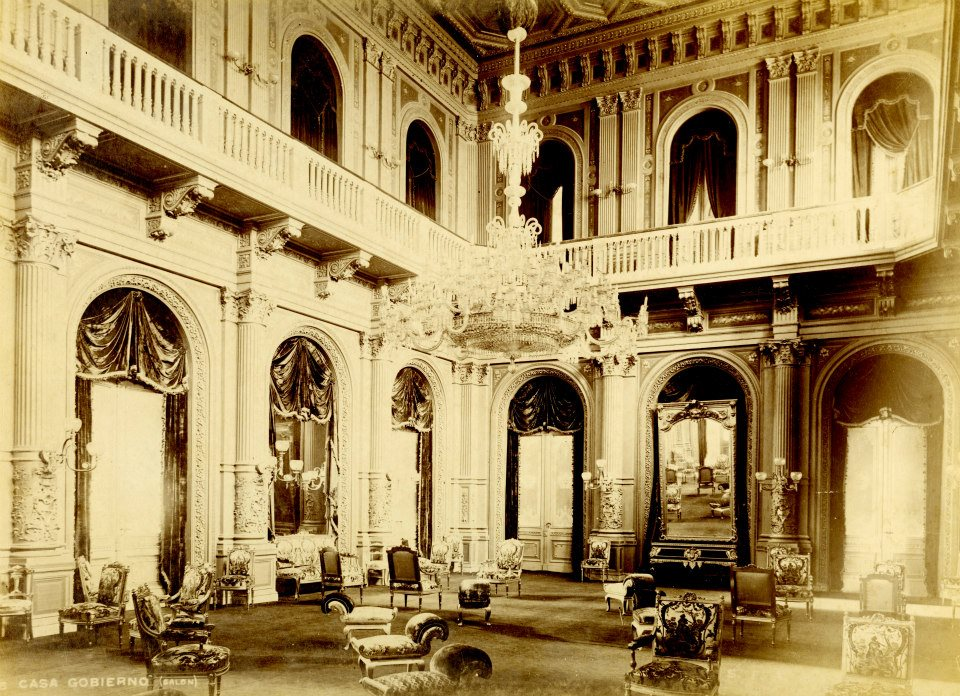
Salón Blanco recién terminado, en esa época se usó para recepciones. (Foto: SFA de A).

También se encuentran en este nivel el Salón Mujeres Argentinas, el Salón Eva Perón, el Salón de los Científicos Argentinos y la Galería de los Ídolos Populares, espacios temáticos inaugurados durante la presidencia de Cristina Fernández en antiguos despachos del personal de Presidencia, cuyos empleados fueron trasladados a otras oficinas.
Se destacan los pasillos rodeando al Patio de las Palmeras, que lucen vidrios pintados que filtran la luz natural y aíslan los corredores del exterior, aunque ocasionalmente se abren, y los pisos decorados con mosaicos a la italiana, restaurados durante la presidencia de Cristina Fernández de Kirchner.

### Subsuelo
En este subsuelo y galerías adyacentes se encuentra ubicado el Museo Presidencial Casa Rosada. Todos los locales originales externos tienen iluminación directa, mientras que en los internos la iluminación y la ventilación se dan mediante el acceso a galerías organizadas alrededor de patios. La estructura original es de muros de mampostería de diversos espesores, con losas simplemente apoyadas por bovedillas de ladrillo con perfiles de hierro o madera.

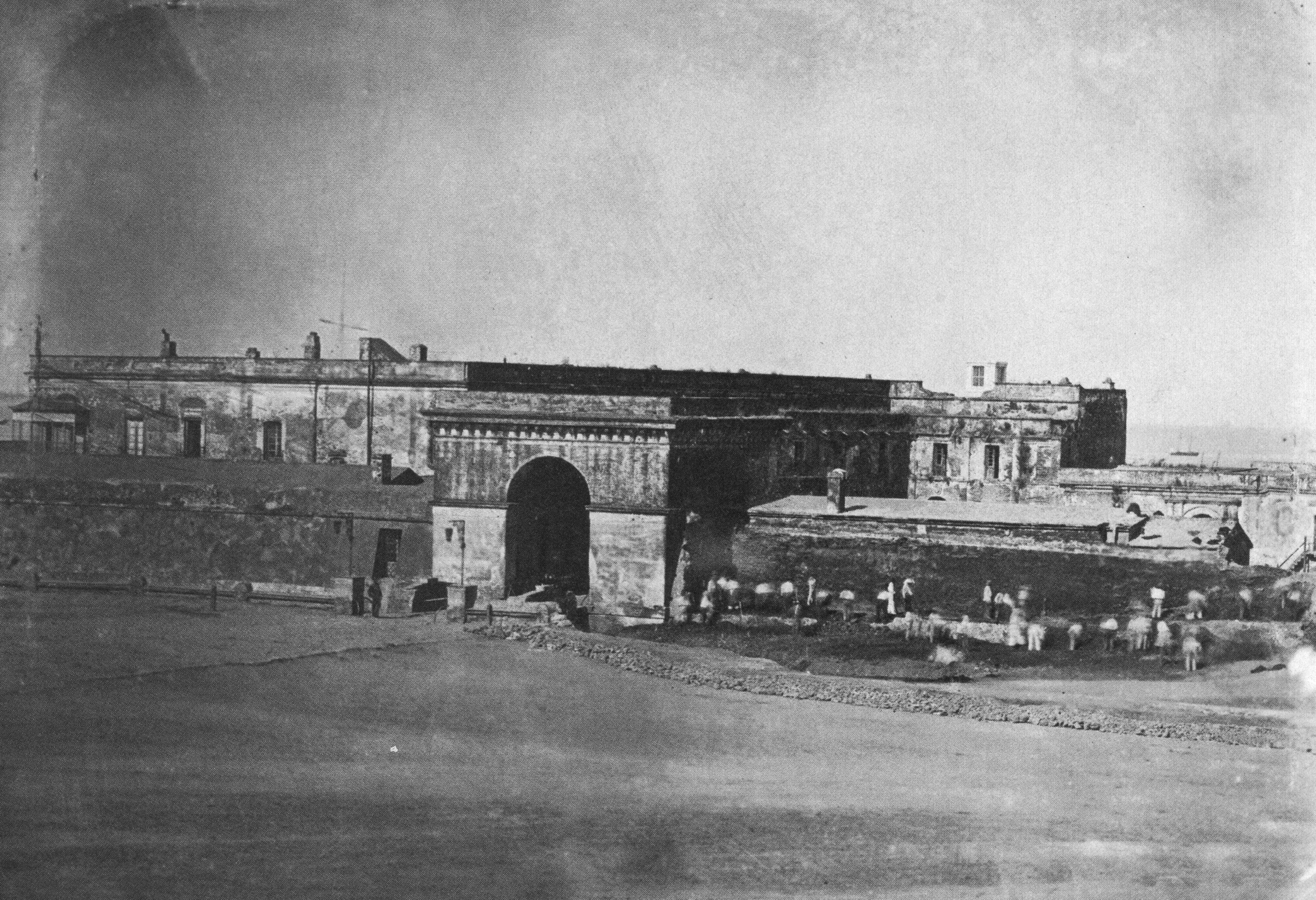
Lo que quedaba del Fuerte de Buenos Aires en la década de 1850.

## Museo de la Casa Rosada
Este museo se encuentra cerrado por tiempo indeterminado. Varios de sus objetos se encuentran en el actual Museo del Bicentenario. Fue creado el 27 de mayo de 1957 y su colección está conformada por objetos personales, retratos, documentos y esculturas de quienes han ocupado el cargo de Presidente de la Nación, transcurridos no menos de treinta años desde la conclusión de sus mandatos.
La colección cuenta con objetos propios de la investidura presidencial, como los bastones y las bandas presidenciales de varios presidentes, donde se destaca principalmente la banda presidencial usada por el presidente Julio Argentino Roca en su segundo mandato.
También cuenta con carruajes utilizados por diferentes presidentes: puede apreciarse el Cabriolet Mylord, utilizado por José Evaristo Uriburu, un Landau o landó perteneciente a Julio Argentino Roca y el Americana, propiedad de Hipólito Yrigoyen.
Entre el mobiliario se destaca el sillón presidencial utilizado durante el mandato de Santiago Derqui, aunque también pueden observarse importantes objetos como una mecedora y un escritorio pertenecientes a Domingo Faustino Sarmiento y parte del mobiliario original del edificio.
El museo cuenta con objetos personales que pertenecieron a los presidentes, puede destacarse un bombín y un bastón pertenecientes a Hipólito Yrigoyen, una fuente de porcelana china que perteneció a Bernardino Rivadavia y un neceser de viaje utilizado por Julio Argentino Roca.